# Peyremale
Ne doit pas être confondu avec Malepeyre.
Peyremale (Pèiramala en occitan) est une commune française située dans le département du Gard, en région Occitanie.
Exposée à un climat méditerranéen, elle est drainée par la Cèze, le Luech et par divers autres petits cours d'eau. Incluse dans les Cévennes, la commune possède un patrimoine naturel remarquable : un site Natura 2000 (les « hautes vallées de la Cèze et du Luech »), un espace protégé (le « géoparc des monts d'Ardèche ») et six zones naturelles d'intérêt écologique, faunistique et floristique.
Peyremale est une commune rurale qui compte 272 habitants en 2022, après avoir connu un pic de population de 1 139 habitants en 1841. Ses habitants sont appelés les Peyremalencs ou  Peyremalencques.
Elle fait partie de l'aire d'adhésion (la zone centrale) du parc national des Cévennes et de la zone de transition de la réserve de biosphère des Cévennes.
Le patrimoine architectural de la commune comprend un immeuble protégé au titre des monuments historiques : l'église de la Dormition, inscrite en 1981.

## Géographie
Village cévenol étendu aux confins de la Lozère et de l'Ardèche, Peyremale est situé dans le Nord du département du Gard, entre Génolhac et Saint-Ambroix. Il se trouve dans la vallée de la Cèze, qui traverse le village avant de recevoir son affluent le Luech sur la commune également.
Ses habitants sont les Peyremalencs et Peyremalencques.

### Lieux et hameaux
La petite commune de Peyremale inclut de nombreux hameaux. Les lieux-dits suivis d'une astérisque sont situés à l'écart de la route indiquée.
C
- le Chambonnet*,    D453
- Chanet*,           chemin de la crête de Pertus (est du Chambonnet)
- Chatusse,          D386
- Clamoux,           D453
- le Claux,          D453
- Courtes,           D386

D
- les Drouilhèdes,   D386

E
- l'Elzière,         D17

F
- la Fabrègue*,      col des Quatre Chemins

M
- le Mas Arnal,      D453
- le Mas Bladier*,   D453
- le Mas Bordel,     vallée du Rieu-Sec
- le Mas Dardaillon, D386
- le Mas Herm,       D17
- Mercoire,          D453

N
- les Nogiers,       D17

P
- le Puech*,         D453

R
- le Ranc,           D386
- Rastel,            D386

S
- les Selves*,       D17
- le Serre,          D17

T
- le Tourrel,       chemin à partir de l'Elzière
- les Traverses,    D386
- le Trental*,      vallée du Rieu-Sec

Des mas isolés, souvent éloignés les uns des autres, s'élèvent sur tout le Peyremalès, entre Portes, Bordezac et Sénéchas.
Ces lieux et hameaux sont situés entre 160 et 620 m d'altitude et sont disséminés soit en bordure des rivières de la Cèze et du Luech, soit en bordure de la montagne cévenole. Tous les lieux habités sont installés sur les flancs Est des crêtes ou sommets, sauf le Puech qui est sur une crête et les Drouilhèdes et Chambonnet installés sur des replats du fond de vallée de la Cèze. Les maisons cévenoles typiques de Mercoire, avec leurs pierres en schiste et leurs tuiles romaines, remontent au Moyen Âge. Le Puech (selon certains avis, autrefois fortifié [réf. nécessaire]) et surplombant à 443 m d'altitude la route de Portes (D453) au niveau de Clamoux, domine de presque 250 m la vallée du Rieu-Sec sur son côté est et celle du Luech sur son côté nord-ouest ; ses ruelles intérieures voûtées sont du même schiste rouge que les maisons. Le hameau de l'Elzière était déjà mentionné en 1414, où deux familles ou plus travaillaient la terre et élevaient des moutons.
La mairie est située au Claux à 220 m d'altitude.

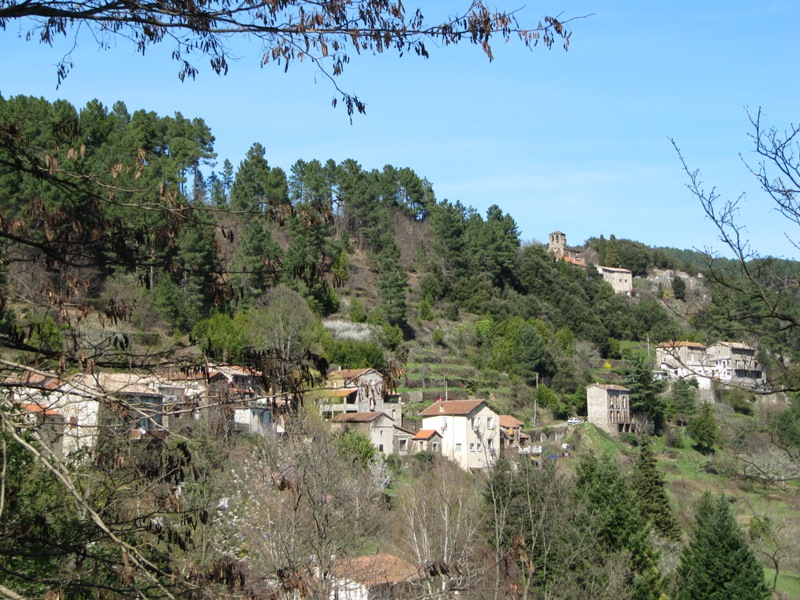
Hameau du Claux
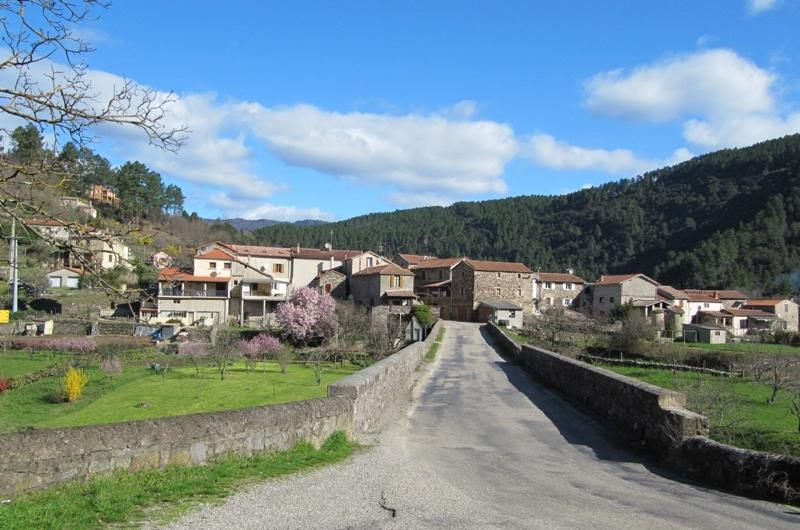
Hameau du Mas Herm
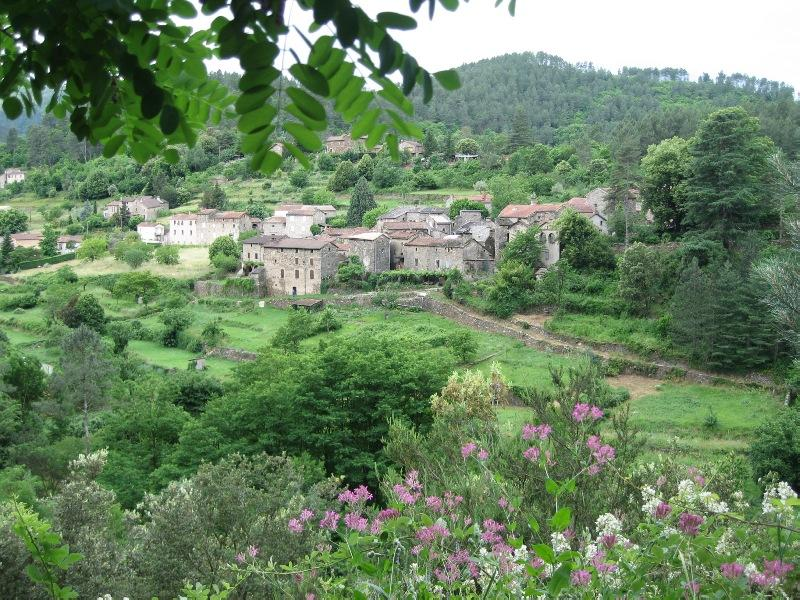
Hameau de l'Elzière

### Communes limitrophes
Entouré par les communes de Bordezac, Bessèges et Chambon, Peyremale est situé à 19 km au Nord-Ouest d'Alès la plus grande ville aux alentours.
| Chambon      | Bordezac  | Bordezac |
| Chambon      | Peyremale | Bordezac |
| La Vernarède | Bessèges  | Bessèges |

### Relief et géologie
Le village de Peyremale est situé dans les Cévennes, mais la topographie n’est pas homogène dans l'ensemble de cette région naturelle où le relief s’étage entre 200 et 1 700 mètres d’altitude. Les vallées cévenoles des basses Cévennes, où se trouve Peyremale, alternent crêtes étroites et vallées profondes et encaissées. Le territoire de la commune et environnant est surtout montagneux.
Peyremale, c’est surtout un pays de schiste - tantôt de schiste et parfois de granite, que les lauzes recouvrent bien souvent. Les sentiers y glissent à travers les forêts de châtaigniers, plongeant vers les rivières avant de rejoindre les sommets.
Son paysage a été entièrement redessiné par la main de l’homme qui y a créé les faïsses, terrasses aménagées pour la culture de la vigne, des mûriers et des céréales.

### Hydrographie

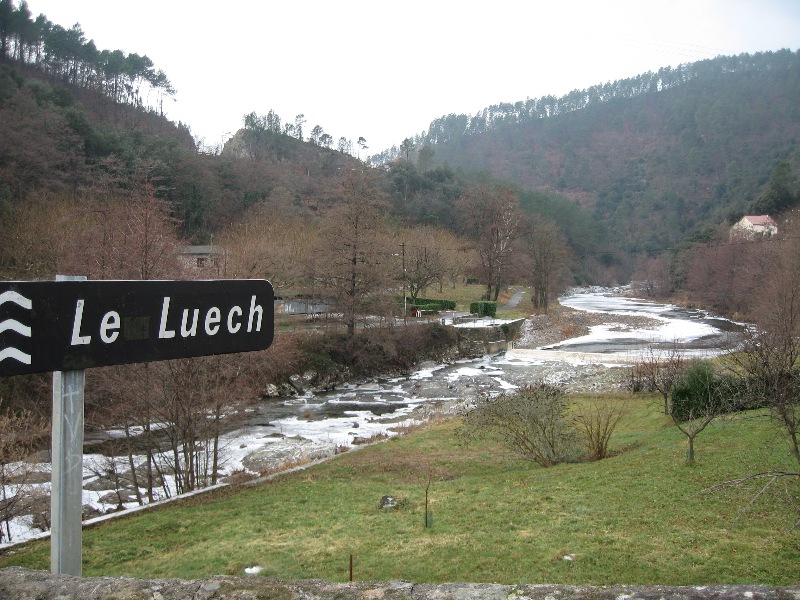
Rivière du Luech, entre les hameaux du Claux et du Mas Herm

Deux rivières traversent le village, où elles confluent : la Cèze et le Luech.
Le ruisseau de Rieu-Sec (2,8 km) coule entièrement sur la commune et, affluent de la Cèze, conflue avec cette dernière en rive droite au niveau des Nogiers, immédiatement en aval du bourg.

### Climat
Pour des articles plus généraux, voir Climat de l'Occitanie et Climat du Gard.
En 2010, le climat de la commune est de type climat méditerranéen franc, selon une étude s'appuyant sur une série de données couvrant la période 1971-2000. En 2020, Météo-France publie une typologie des climats de la France métropolitaine dans laquelle la commune est exposée à un climat de montagne ou de marges de montagne et est dans la région climatique Provence, Languedoc-Roussillon, caractérisée par une pluviométrie faible en été, un très bon ensoleillement (2 600 h/an), un été chaud (21,5 °C), un air très sec en été, sec en toutes saisons, des vents forts (fréquence de 40 à 50 % de vents > 5 m/s) et peu de brouillards.
Pour la période 1971-2000, la température annuelle moyenne est de 13,8 °C, avec une amplitude thermique annuelle de 17,3 °C. Le cumul annuel moyen de précipitations est de 1 333 mm, avec 7,8 jours de précipitations en janvier et 4,1 jours en juillet. Pour la période 1991-2020, la température moyenne annuelle observée sur la station météorologique la plus proche, située sur la commune de La Grand-Combe à 10 km à vol d'oiseau, est de 13,7 °C et le cumul annuel moyen de précipitations est de 1 414,0 mm,. Pour l'avenir, les paramètres climatiques de la commune estimés pour 2050 selon différents scénarios d’émission de gaz à effet de serre sont consultables sur un site dédié publié par Météo-France en novembre 2022.

#### Description générale
La commune dépend du centre météorologique de Nîmes.
Le climat de Peyremale correspond au climat des Cévennes, qui est de type méditerranéen et qui devient montagnard en fonction de l'altitude.
Les contrastes géographiques prononcés (différences d'altitude) jouent sur les tendances climatiques et le climat se caractérise par de fortes précipitations qui peuvent être accompagnées d’orages : on parle alors d'épisodes cévenols (ou effet cévenol)
Le climat est plus clément que celui des districts proches du mont Aigoual.
L'influence de la Méditerranée est beaucoup plus sensible : les hivers et les automnes y sont doux et, la sécheresse estivale est parfois importante.

#### Données
| Ville             | Ensoleillement · (h/an) | Pluie · (mm/an) | Neige · (j/an) | Orage · (j/an) | Brouillard · (j/an) |
| ----------------- | ----------------------- | --------------- | -------------- | -------------- | ------------------- |
| Médiane nationale | 1 852                   | 835             | 16             | 25             | 50                  |
| Peyremale         | 2669                    | 762             | 3              | 23             | 11                  |
| Paris             | 1 717                   | 634             | 13             | 20             | 26                  |
| Nice              | 2 760                   | 791             | 1              | 28             | 2                   |
| Strasbourg        | 1 747                   | 636             | 26             | 28             | 69                  |
| Brest             | 1 555                   | 1 230           | 6              | 12             | 78                  |
| Bordeaux          | 2 070                   | 987             | 3              | 32             | 78                  |

| Mois                              | jan.  | fév.  | mars  | avril | mai   | juin  | jui.  | août  | sep.  | oct.  | nov.  | déc. | année   |
| --------------------------------- | ----- | ----- | ----- | ----- | ----- | ----- | ----- | ----- | ----- | ----- | ----- | ---- | ------- |
| Température minimale moyenne (°C) | 2,4   | 3,4   | 5,1   | 7,8   | 11,2  | 14,9  | 17,7  | 17,2  | 14,7  | 10,8  | 5,9   | 3    | 9,5     |
| Température moyenne (°C)          | 6,3   | 7,7   | 9,9   | 12,8  | 16,6  | 20,5  | 23,7  | 23    | 20    | 15,4  | 10    | 6,9  | 14,4    |
| Température maximale moyenne (°C) | 10,3  | 11,9  | 14,7  | 17,8  | 21,9  | 26,2  | 29,8  | 28,9  | 25,3  | 20    | 14    | 10,7 | 19,3    |
| Ensoleillement (h)                | 143,5 | 147,4 | 203,1 | 227,6 | 267,8 | 310,2 | 353,8 | 315,3 | 236,6 | 186,8 | 143,9 | 133  | 2 668,9 |
| Précipitations (mm)               | 67,7  | 70,7  | 55,9  | 59,2  | 60,9  | 38,6  | 25,3  | 51,6  | 66,8  | 131,9 | 69,2  | 64,1 | 761,9   |

### Milieux naturels et biodiversité

#### Espaces protégés
La protection réglementaire est le mode d’intervention le plus fort pour préserver des espaces naturels remarquables et leur biodiversité associée,.
Dans ce cadre, la commune fait partie de l'aire d'adhésion du Parc national des Cévennes. Ce  parc national, créé en 1967, est un territoire de moyenne montagne formé de cinq entités géographiques : le massif de l'Aigoual, le causse Méjean avec les gorges du Tarn et de la Jonte, le mont Lozère, les vallées cévenoles ainsi que le piémont cévenol.
La commune est dans le périmètre du « géoparc des monts d'Ardèche », classé Géoparc en septembre 2014 et appartenant dès lors au réseau mondial des Géoparcs, soutenu par l’UNESCO,.
La commune fait également partie de la zone de transition des Cévennes, un territoire d'une superficie de 116 032 ha reconnu réserve de biosphère par l'UNESCO en 1985 pour la mosaïque de milieux naturels qui la composent et qui abritent une biodiversité exceptionnelle, avec 2 400 espèces animales, 2 300 espèces de plantes à fleurs et de fougères, auxquelles s’ajoutent d’innombrables mousses, lichens, champignons,.

#### Réseau Natura 2000

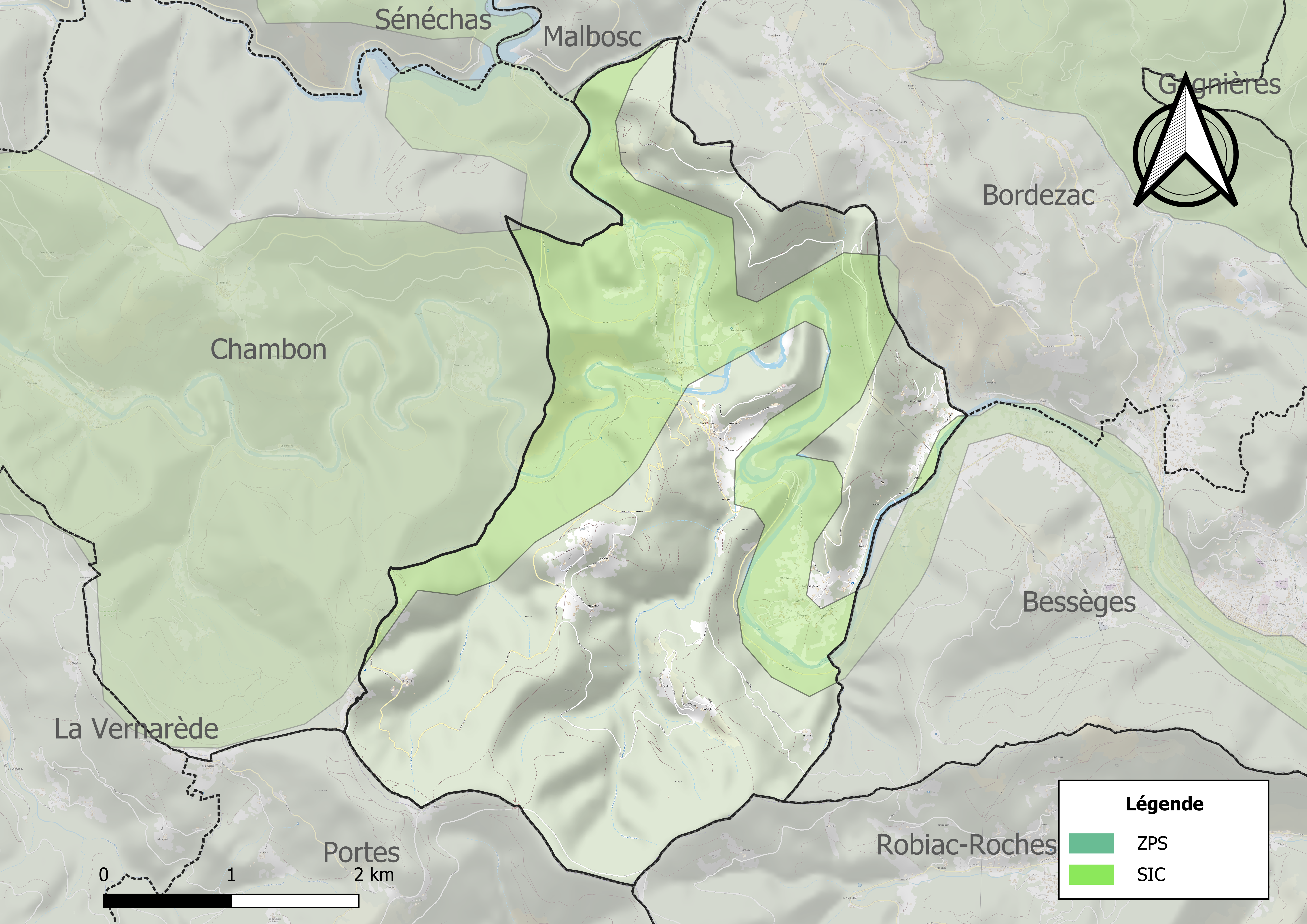
Site Natura 2000 sur le territoire communal.

Le réseau Natura 2000 est un réseau écologique européen de sites naturels d'intérêt écologique élaboré à partir des directives habitats et oiseaux, constitué de zones spéciales de conservation (ZSC) et de zones de protection spéciale (ZPS).
Un site Natura 2000 a été défini sur la commune au titre de la directive habitats : les « hautes vallées de la Cèze et du Luech », d'une superficie de 12 680 ha, correspondant à la partie amont du bassin versant de la Cèze. Elles présentent un patrimoine naturel remarquable, avec quatre espèces piscicoles : l'écrevisse à pattes blanches, le castor, la loutre et le barbeau méridional et cinq habitats d'intérêt communautaire d'origine.

#### Zones naturelles d'intérêt écologique, faunistique et floristique
L’inventaire des zones naturelles d'intérêt écologique, faunistique et floristique (ZNIEFF) a pour objectif de réaliser une couverture des zones les plus intéressantes sur le plan écologique, essentiellement dans la perspective d’améliorer la connaissance du patrimoine naturel national et de fournir aux différents décideurs un outil d’aide à la prise en compte de l’environnement dans l’aménagement du territoire.
Deux ZNIEFF de type 1 sont recensées sur la commune :
la « vallée de la Cèze à Peyremale » (18 ha), et 
la « vallée de la Luech à Chambon » (884 ha), couvrant 3 communes du département
et quatre ZNIEFF de type 2, : 
- le « bois de Bordezac et de Bessèges » (1 797 ha), couvrant 4 communes du département[26] ;
- le « cours moyen de la Cèze » (648 ha), couvrant 16 communes du département[27] ;
- les « gorges du Chazesac, de la Borne et de l'Altier » (5 809 ha), couvrant 7 communes dont 2 dans le Gard et 5 dans la Lozère[28];
- les « vallées amont de la Cèze et de la Ganière » (10 752 ha), couvrant 11 communes dont 9 dans le Gard et 2 dans la Lozère[29].

Carte des ZNIEFF de type 1 et 2 à Peyremale.
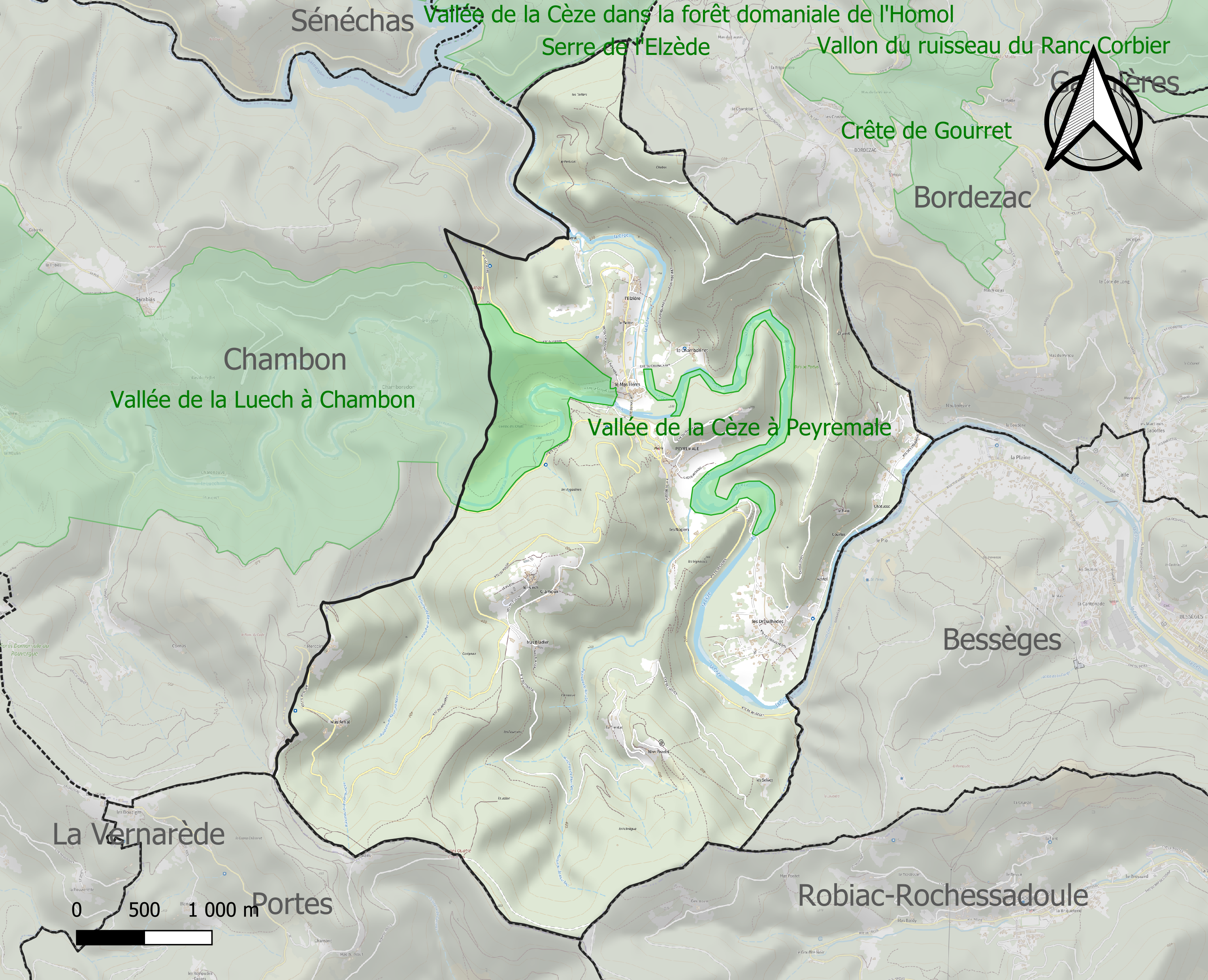
Carte des ZNIEFF de type 1 sur la commune.
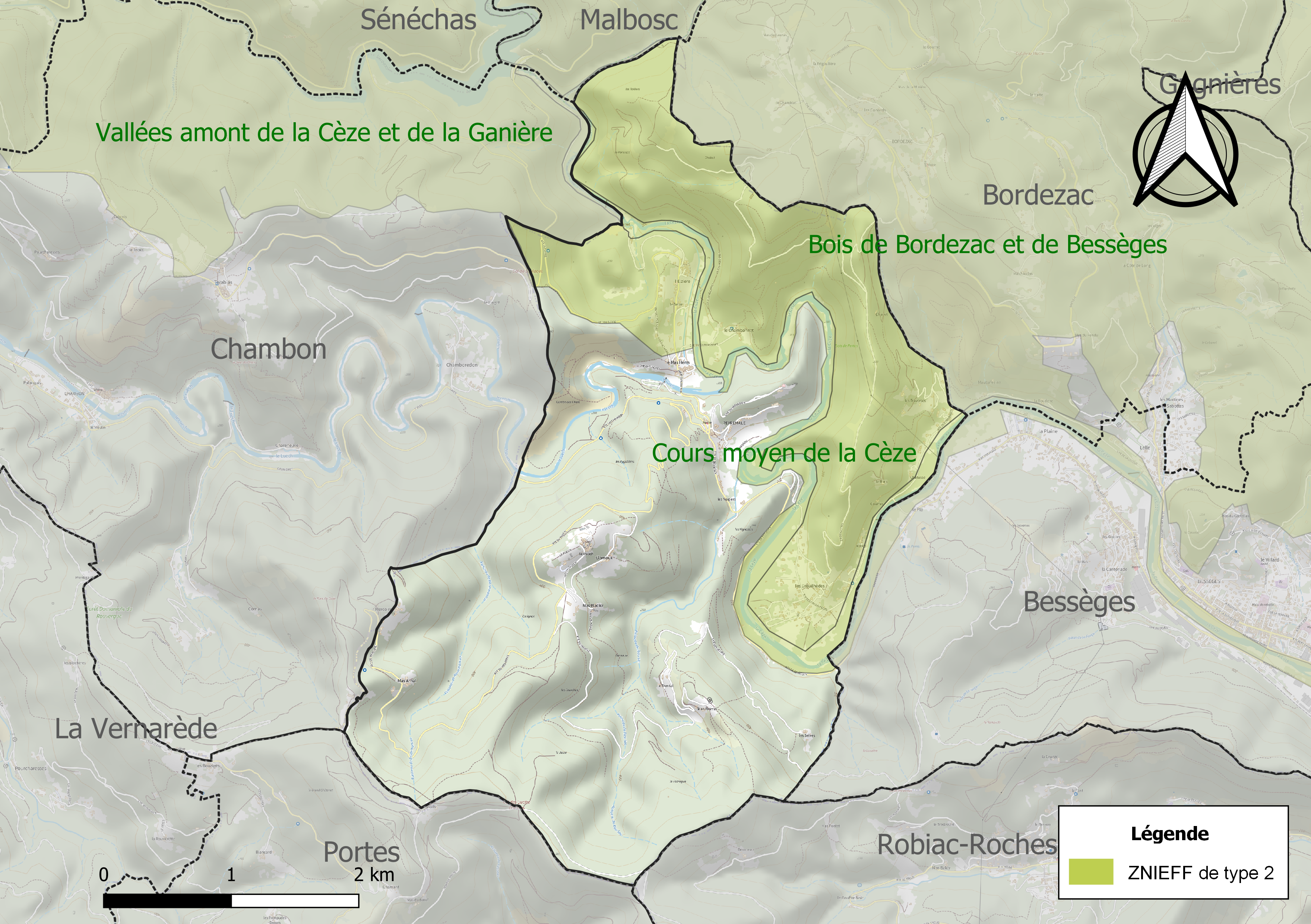
Carte des ZNIEFF de type 2 sur la commune.

## Urbanisme

### Typologie
Au 1er janvier 2024, Peyremale est catégorisée commune rurale à habitat dispersé, selon la nouvelle grille communale de densité à sept niveaux définie par l'Insee en 2022.
Elle est située hors unité urbaine et hors attraction des villes,.

### Occupation des sols
L'occupation des sols de la commune, telle qu'elle ressort de la base de données européenne d’occupation biophysique des sols Corine Land Cover (CLC), est marquée par l'importance des forêts et milieux semi-naturels (88,2 % en 2018), une proportion identique à celle de 1990 (88,2 %). La répartition détaillée en 2018 est la suivante : 
forêts (86 %), prairies (11,8 %), milieux à végétation arbustive et/ou herbacée (2,2 %). L'évolution de l’occupation des sols de la commune et de ses infrastructures peut être observée sur les différentes représentations cartographiques du territoire : la carte de Cassini (XVIIIe siècle), la carte d'état-major (1820-1866) et les cartes ou photos aériennes de l'IGN pour la période actuelle (1950 à aujourd'hui).

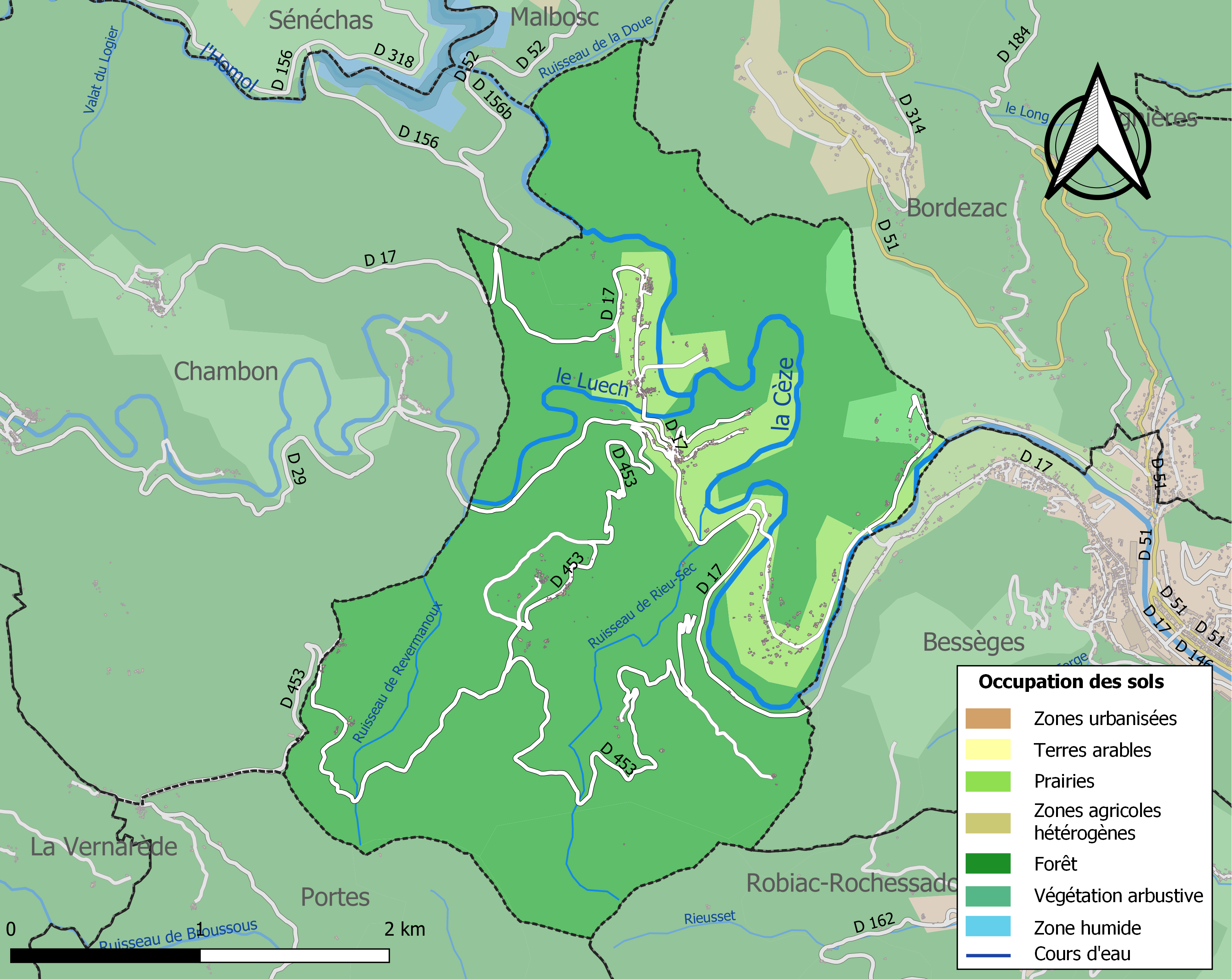
Carte des infrastructures et de l'occupation des sols de la commune en 2018 (CLC).

### Risques majeurs
Le territoire de la commune de Peyremale est vulnérable à différents aléas naturels : météorologiques (tempête, orage, neige, grand froid, canicule ou sécheresse), inondations, feux de forêts, mouvements de terrains et séisme (sismicité faible). Il est également exposé à un risque technologique, la rupture d'un barrage, et à un risque particulier : le risque de radon. Un site publié par le BRGM permet d'évaluer simplement et rapidement les risques d'un bien localisé soit par son adresse soit par le numéro de sa parcelle.

#### Risques naturels
Certaines parties du territoire communal sont susceptibles d’être affectées par le risque d’inondation par débordement de cours d'eau et par une crue torrentielle ou à montée rapide de cours d'eau, notamment la Cèze et le Luech. La commune a été reconnue en état de catastrophe naturelle au titre des dommages causés par les inondations et coulées de boue survenues en 1982, 1983, 1995, 1997, 2008 et 2014,.

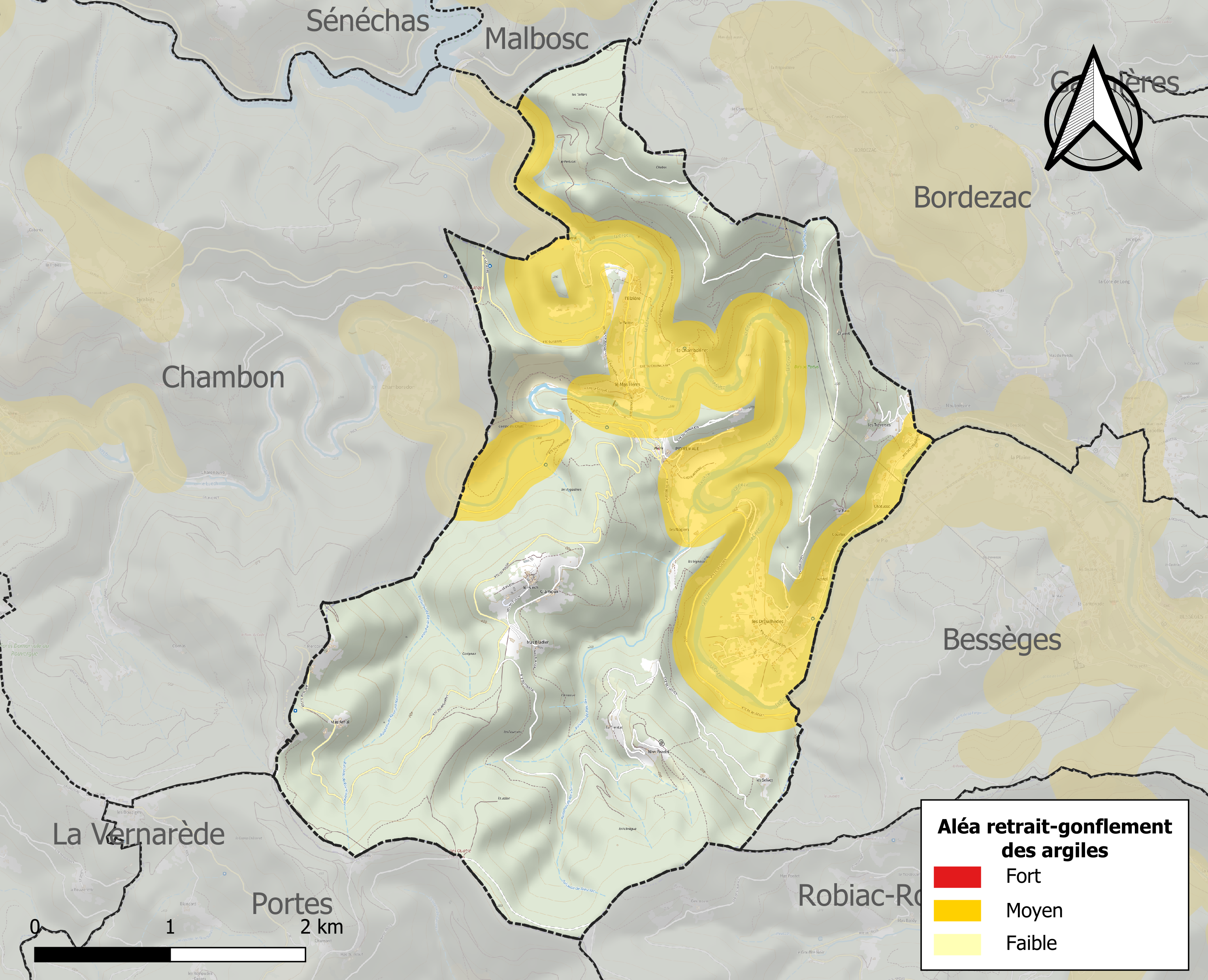
Carte des zones d'aléa retrait-gonflement des sols argileux de Peyremale.

La commune est vulnérable au risque de mouvements de terrains constitué principalement du retrait-gonflement des sols argileux. Cet aléa est susceptible d'engendrer des dommages importants aux bâtiments en cas d’alternance de périodes de sécheresse et de pluie. 29,3 % de la superficie communale est en aléa moyen ou fort (67,5 % au niveau départemental et 48,5 % au niveau national). Sur les 226 bâtiments dénombrés sur la commune en 2019, 164 sont en aléa moyen ou fort, soit 73 %, à comparer aux 90 % au niveau départemental et 54 % au niveau national. Une cartographie de l'exposition du territoire national au retrait gonflement des sols argileux est disponible sur le site du BRGM,.
Par ailleurs, afin de mieux appréhender le risque d’affaissement de terrain, l'inventaire national des cavités souterraines permet de localiser celles situées sur la commune.
Concernant les mouvements de terrains, la commune a été reconnue en état de catastrophe naturelle au titre des dommages causés par des mouvements de terrain en 1983.

#### Risques technologiques
La commune est en outre située en aval du barrage de Sénéchas, un ouvrage de classe A doté d'un PPI. À ce titre elle est susceptible d’être touchée par l’onde de submersion consécutive à la rupture de cet ouvrage.

#### Risque particulier
Dans plusieurs parties du territoire national, le radon, accumulé dans certains logements ou autres locaux, peut constituer une source significative d’exposition de la population aux rayonnements ionisants. Certaines communes du département sont concernées par le risque radon à un niveau plus ou moins élevé. Selon la classification de 2018, la commune de Peyremale est classée en zone 3, à savoir zone à potentiel radon significatif.

## Toponymie
De l'occitan Pèiramala, composé de pèira, « pierre », et mala, "mauvaise, méchante" que l'on peut éventuellement comprendre "néfaste, qui porte malheur". Le nom a été francisé Peyremale.
Peyremale : Petra mala en latin, « mauvais pavé », « mauvais rocher ».

## Histoire

### Héraldique
« D'azur au cor de chasse d'or, lié d'argent, accompagné de trois molettes du même remplies aussi d'or. »

### Période moderne

#### La potence à Peyremale, en 1602
Un article datant de 1602, intitulé : « Redressement de potances ou fourches pathibulayres en la vrai juridi(cti)on du S(eigneu)r de Chamborigaud au mand(emen)t de Pieremale, trouvé dans les archives notariales, atteste que vers le milieu du XVe siècle messire Jean de Chasteauneuf de Randon, seigneur d’Alès et de Peyremale, aurait fait planter trois fourches au-dessus du roc de François pour y faire exercer la haute justice, c'est-à-dire y faire « punyr & executer les délincquants dud(it) mandement de Pieremale & Chamborigaud ». Ainsi le seigneur local du XVe siècle avait droit de haute et basse justice, dont la peine de mort - exécutée en principe toujours après confirmation du jugement par des juges royaux.

#### La peste à Peyremale: 1629, 1720
En 1629, année de la paix d'Alès entre le pouvoir et les protestants, la peste noire sévit dans le Sud de la France. Arrivée par bateau à Marseille, elle a fait 6 000 morts à Lyon (et quantités de morts dans maints autres endroits de la France du Sud) en 1628 avant de s'imposer lourdement l'année suivante dans les Cévennes via Largentière, Joyeuse et Les Vans. Les villes semblent les plus touchées, avec leur plus grande concentration de population ; Peyremale semble avoir été peu atteint cette fois - les records notariaux concernant la commune portent témoignage de grande peur mais de relativement peu ou pas de décès relevant de cette contagion. Il est fort possible que l'éparpillement et l'éloignement des hameaux les uns des autres aient eu un rôle salutaire au milieu de cette hécatombe nationale ; on peut aussi penser à une relative autarcie et, conséquence de celle-ci, peu de mouvements de population nécessaires à l'expansion de la contagion.
La situation est tout autre quand, un siècle plus tard, une autre épidémie de peste noire se répand - venant également de Marseille où le navire Grand-Saint-Antoine l'a amenée de Damas (Syrie) en mai 1720. Une grande quantité de châtaigniers ont gelé pendant l'hiver particulièrement froid de 1708-1709 ; les mûriers ont commencé à les remplacer. La fabrication de la soie commence juste son extraordinaire développement dans les Cévennes, qui fait passer la région d'une économie de subsistance à une économie de marché - avec son corollaire : plus de déplacements de personnes et de transports de marchandises. Cette fois, Peyremale est si durement touché qu'en 1722, lorsque le diocèse d'Uzès accorde une diminution des impositions de 30 000 livres pour toutes ses paroisses, « Peiremales, Seneschas, le mas Vert et Malenches » se voient ensemble attribuer quelque 1 665 livres - une des plus grosses diminutions du diocèse derrière Génolhac, Malons, Gravières et Les Vans.

#### L’inondation du 9 septembre 1772
Certains se souviennent des plus fortes inondations du XXe siècle, celle de 1958, notamment à Peyremale, lorsque la Cèze monte, le moulin du Grand Tournant peut rapidement disparaître sous les eaux. C’est ce qui survint en 1772.
Absent de chez lui au moment du débordement de la Cèze, il est facile d’imaginer la terreur du meunier Paul Chamboredon, revenant quelques heures après la terrible crue du 9 septembre 1772.
Dans ce drame, « il eut le malheur de perdre sa femme avec cinq enfants que l’eau entraîna avec le plus haut étage dudit moulin et tous ses effets, au moyen de quoi il se trouve réduit dans le plus triste état & dans une mandicité affreuse ». Paul Chamboredon tenait le moulin en inféodation depuis plusieurs années.
Si son nom a été oublié depuis – à l’instar du moulin du Deneyriel au Mas Herm –, on l’appelait réellement moulin de coste (côté) ou moulin du Malpas, mauvais pas, endroit par où il est dangereux et difficile de passer. Construit au début du XVIIe siècle, il appartenait alors au haut et puissant seigneur messire Anthoine Hercule de Budos, marquis de Portes, qui l’affermait à Yzac Jaussal. En 1630, la marquise de Portes Louise de Crussol, veuve de son mari tué l’année précédente au siège de Privas, promettait « de faire accommoder et rendre le(dit) moullin rouant et battant », prévoyant que si « par inonda(ti)on & ravages d’eaux led(it) moullin viendroit à tomber ou se desmolir en bloct ou en partie, ledict Jaussal ne sera tenu en aulcune faisson du dommage et perte d’icelluy ».
Certes, l’on n’ignorait pas les conséquences d’une crue extraordinaire….

### Période contemporaine

#### Création de la mairie de Peyremale en 1830
Au lendemain de la Révolution, Peyremale est amenée à se rattacher à la municipalité de Portes. Une partie de Peyremalencs mécontents se ligue pour exiger la distinction du village de la commune voisine, arguant que :
« (…) depuis trop longtemps, la communauté de Peyremale avait le malheur d’être réunie avec celle de Portes pour le fait des impositions, que depuis trop longtemps aussi Portes était habitée par des nobles, des seigneurs et des gens d’affaires qui avaient su créer et se conserver une prépondérance et une domination sur les timides habitants de Peyremale dont ils faisaient le plus abusif et le plus blâmable usage vis-à-vis de ceux-ci. »
À cette pétition, rédigée le 17 avril 1790 par le notaire Joseph Jaussaud, les membres du Directoire du département du Gard transigeront âprement, déclarant « nulle et comme non avenue la municipalité formée dans le lieu de Peyremale. »
Résignés, les habitants de Peyremale devront donc ”monter” à Portes pour déclarer les naissances de leurs enfants, les décès de leurs proches, ainsi que pour se marier civilement. Ce n’est effectivement que le 27 juillet 1830 que le village sera enfin érigé en commune.
Les premiers maires seront François Régis Jaussaud, fils du notaire évoqué plus haut, puis Balthazard Draussin qui, dès le 1er janvier 1831, enregistrera les naissances d’Alix Philippine Dugas et de Joseph Julien Platon, nés respectivement à 8h et 11h du matin aux Drouilhèdes, ce premier jour de l’an.

## Population et société

### Démographie

#### Évolution démographique
L'évolution du nombre d'habitants est connue à travers les recensements de la population effectués dans la commune depuis 1831. Pour les communes de moins de 10 000 habitants, une enquête de recensement portant sur toute la population est réalisée tous les cinq ans, les populations de référence des années intermédiaires étant quant à elles estimées par interpolation ou extrapolation. Pour la commune, le premier recensement exhaustif entrant dans le cadre du nouveau dispositif a été réalisé en 2006.

En 2022, la commune comptait 272 habitants, en évolution de −4,9 % par rapport à 2016 (Gard : +2,97 %, France hors Mayotte : +2,11 %).
| 1831 | 1836  | 1841  | 1846 | 1851 | 1856 | 1861 | 1866 | 1876 |
| ---- | ----- | ----- | ---- | ---- | ---- | ---- | ---- | ---- |
| 687  | 1 026 | 1 139 | 777  | 777  | 732  | 702  | 680  | 650  |

| 1881 | 1886 | 1891 | 1896 | 1901 | 1906 | 1911 | 1921 | 1926 |
| ---- | ---- | ---- | ---- | ---- | ---- | ---- | ---- | ---- |
| 626  | 671  | 670  | 646  | 588  | 628  | 572  | 508  | 468  |

| 1931 | 1936 | 1946 | 1954 | 1962 | 1968 | 1975 | 1982 | 1990 |
| ---- | ---- | ---- | ---- | ---- | ---- | ---- | ---- | ---- |
| 441  | 419  | 432  | 406  | 404  | 371  | 305  | 274  | 273  |

| 1999 | 2006 | 2011 | 2016 | 2021 | 2022 | - | - | - |
| ---- | ---- | ---- | ---- | ---- | ---- | - | - | - |
| 281  | 273  | 290  | 286  | 275  | 272  | - | - | - |

#### Pyramide des âges
La population de la commune est relativement âgée.
En 2018, le taux de personnes d'un âge inférieur à 30 ans s'élève à 16,5 %, soit en dessous de la moyenne départementale (32,6 %). À l'inverse, le taux de personnes d'âge supérieur à 60 ans est de 50,4 % la même année, alors qu'il est de 29,6 % au niveau départemental.
En 2018, la commune comptait 132 hommes pour 149 femmes, soit un taux de 53,02 % de femmes, légèrement supérieur au taux départemental (51,82 %).
Les pyramides des âges de la commune et du département s'établissent comme suit.
| Hommes | Classe d’âge | Femmes |
| ------ | ------------ | ------ |
| 0,8    | 90 ou +      | 0,7    |
| 22,2   | 75-89 ans    | 18,3   |
| 29,2   | 60-74 ans    | 29,7   |
| 17,4   | 45-59 ans    | 19,3   |
| 13,5   | 30-44 ans    | 15,8   |
| 5,1    | 15-29 ans    | 5,7    |
| 11,9   | 0-14 ans     | 10,4   |

| Hommes | Classe d’âge | Femmes |
| ------ | ------------ | ------ |
| 0,9    | 90 ou +      | 2      |
| 8,3    | 75-89 ans    | 10,6   |
| 19,4   | 60-74 ans    | 19,9   |
| 20,4   | 45-59 ans    | 20,3   |
| 16,8   | 30-44 ans    | 17     |
| 16,4   | 15-29 ans    | 14,2   |
| 17,8   | 0-14 ans     | 15,8   |

## Politique et administration

### Municipalité
| Période   | Période   | Identité          | Étiquette | Qualité                    |
| --------- | --------- | ----------------- | --------- | -------------------------- |
| mars 1945 | mars 1959 | Émile Chamboredon |           |                            |
| mars 1959 | mars 1983 | Jean Chamboredon  |           |                            |
| mars 1983 | mars 2001 | Georges Lopez     |           |                            |
| mars 2001 | mars 2008 | Évelyne Xavier    |           |                            |
| mars 2008 | mars 2014 | Jean-Pierre Pouly |           |                            |
| mars 2014 | mai 2020  | Bernard Pertus    | SE        | Retraité Fonction publique |
| mai 2020  | En cours  | Guy Silhol        |           |                            |

### Intercommunalité
La commune faisait partie de la communauté de communes des Cévennes Actives, créée en 1999 et fusionnée en 2013 à la communauté de communes Cèze-Cévennes.

### Jumelages
La commune de Peyremale est jumelée avec la commune de Jaworzyna Śląska, en Pologne.

## Vie locale

### Économie, emploi et tourisme
Il n'y a pas de commerce dans le village.
Un boulanger et un boucher ambulants desservent la commune régulièrement.
Il y a cependant deux restaurants et quelques artisans comme une entreprise de maçonnerie et une miellerie.
Le tourisme rural et le tourisme de randonnées (plusieurs circuits pédestres) connaissent un essor depuis une dizaine d'années.
On trouve sur la commune deux campings et de nombreux gîtes qui accueillent des touristes.

### Enseignement
Depuis la dernière décennie du XXe siècle, il n'y a plus d'école dans le village. Les enfants sont scolarisés sur Bessèges ou sur Alès.

### Santé
Il n'y a pas de médecin, pharmacie, kinésithérapeute ni dentiste sur le village. Les plus proches se trouvent à Bessèges.
Le centre hospitalier se trouve sur Alès.

### Sports et loisirs
Le village est équipé d'un terrain de tennis, de deux terrains de half court et d'un mini golf.

#### Randonnées
Le GR de Pays « Haute vallée de la Cèze » arrive sur la commune par la D17, passe en bordure de Peyremale puis à Chambonnet. Il longe ensuite à mi-hauteur le flanc sud-est du mont des Chams (surmonté d'un dolmen) où il rejoint la commune de Bordezac.
Boucle de randonnée du sentier de la Combe aux Chats (4 km).
Le chemin du Valat de l'Oule (7 km) passe parmi les anciennes terrasses de cultures, avec une belle vue sur l'église romane, et par le dolmen au sommet des Chams (N-E du hameau de l'Elzière).
Circuit de randonnée pédestre n°2.

### Associations
De nombreuses associations font vivre le village :
- l'Association du CLAP (Comité de loisirs et d'animation de Peyremale),
- l'Association sportive,
- l'Association maintien en forme,
- une Association de cours de yoga,
- une Association de chasse,
- l'Association du Tourel (pour la gestion du canal d'irrigation de la commune),
- l'Association Mercoire (pour la réhabilitation des terrasses en pierres sèches),
- l'Association des Amis du Puech (pour la sauvegarde du site du Puech),
- l'Association Cévenole Culturelle et Citoyenne (AC2C)

### Manifestations culturelles et festivités

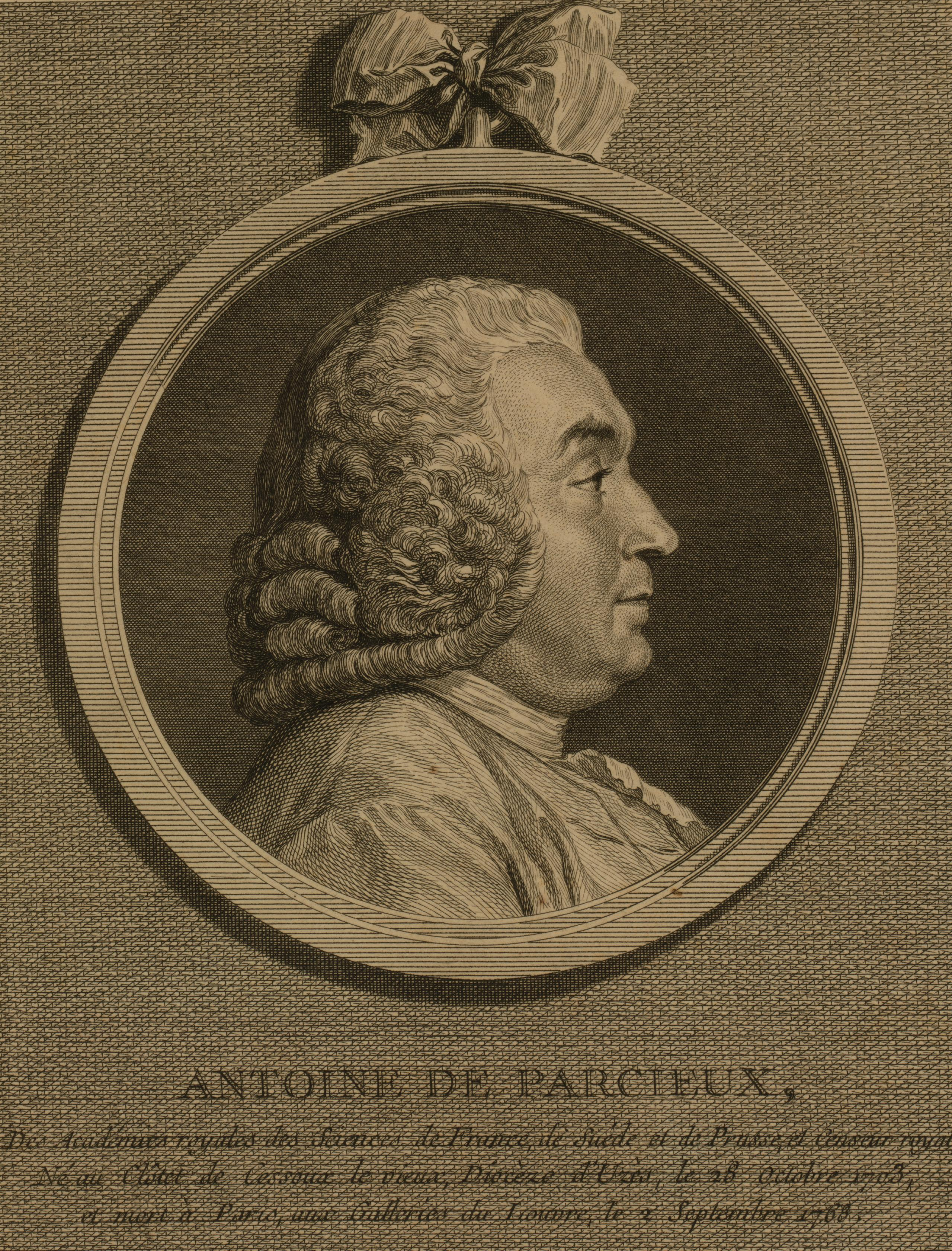
Antoine Deparcieux

- Fête du 14 juillet.
- Depuis 1983, il est organisé une course pédestre du Tour du Mirandon (11,2 km) ainsi qu'une marche (8,5 km), qui ont lieu un dimanche matin, au mois de juillet.

## Économie

### Revenus
En 2018  (données Insee publiées en septembre 2021), la commune compte 143 ménages fiscaux, regroupant 283 personnes. La médiane du revenu disponible par unité de consommation est de 19 320 € (20 020 € dans le département).

### Emploi
|                | 2008   | 2013  | 2018   |
| -------------- | ------ | ----- | ------ |
| Commune        | 6,8 %  | 5,4 % | 10,7 % |
| Département    | 10,6 % | 12 %  | 12 %   |
| France entière | 8,3 %  | 10 %  | 10 %   |

En 2018, la population âgée de 15 à 64 ans s'élève à 137 personnes, parmi lesquelles on compte 71,1 % d'actifs (60,4 % ayant un emploi et 10,7 % de chômeurs) et 28,9 % d'inactifs,. En  2018, le taux de chômage communal (au sens du recensement) des 15-64 ans est inférieur à celui du département, mais supérieur à celui de la France, alors qu'en 2008 il était inférieur à celui de la France.
La commune est hors attraction des villes,. Elle compte 41 emplois en 2018, contre 31 en 2013 et 26 en 2008. Le nombre d'actifs ayant un emploi résidant dans la commune est de 87, soit un indicateur de concentration d'emploi de 46,8 % et un taux d'activité parmi les 15 ans ou plus de 40,5 %.
Sur ces 87 actifs de 15 ans ou plus ayant un emploi, 29 travaillent dans la commune, soit 33 % des habitants. Pour se rendre au travail, 83,1 % des habitants utilisent un véhicule personnel ou de fonction à quatre roues, 1,2 % les transports en commun, 5,6 % s'y rendent en deux-roues, à vélo ou à pied et 10,2 % n'ont pas besoin de transport (travail au domicile).

### Activités hors agriculture
24 établissements sont implantés  à Peyremale au 31 décembre 2019. Le tableau ci-dessous en détaille le nombre par secteur d'activité et compare les ratios avec ceux du département,.
Le secteur du commerce de gros et de détail, des transports, de l'hébergement et de la restauration est prépondérant sur la commune puisqu'il représente 29,2 % du nombre total d'établissements de la commune (7 sur les 24 entreprises implantées  à Peyremale), contre 30 % au niveau départemental.

### Agriculture
|               | 1988 | 2000 | 2010 | 2020 |
| ------------- | ---- | ---- | ---- | ---- |
| Exploitations | 10   | 8    | 6    | 7    |
| SAU (ha)      | 99   | 101  | 9    | 88   |

La commune est dans les Cévennes, une petite région agricole occupant l'ouest du département du Gard. En 2020, l'orientation technico-économique de l'agriculture  sur la commune est la polyculture et/ou le polyélevage. Sept exploitations agricoles ayant leur siège dans la commune sont dénombrées lors du recensement agricole de 2020 (dix en 1988). La superficie agricole utilisée est de 88 ha,,.

## Culture locale et patrimoine

### Lieux et monuments
- Église Notre-Dame de Peyremale, de style roman, en partie du XIIe siècle. L'édifice a été inscrit au titre des monuments historiques en 1981[60]. De nombreux objets sont référencés dans la base Palissy (voir les notices liées)[60].
- La cloche précédant celle actuelle (qui, elle, date de 1885) a été bénie et nommée Marie par le curé du village M. Antoine Chalmeton[Note 14] le 29 juin 1742. Pesant environ 300 kg, elle portait effigie de saint Michel, peut-être un rappel de l'existence au village d'une importante faction protestante[61].
- le temple protestant au hameau de l'Elzière, construit vers 1825[62].
- Anciens moulins, au tournant des Noyers (le Malpas ou Moulin de Coste), au Mas Herm (le Deneyriel) et au Tourel (le Torrel)[63].
- le "béal" commença par être un canal d'acheminement de l'eau de la Cèze depuis le Tourrel vers le bras de rivière asséché et un moulin à eau. Remontant au XVe ou XVIe siècle, cette partie est longue d'environ 150 mètres. Par suite, ce chenal fut considérablement allongé pour atteindre environ 1 100 mètres et apporter l'eau jusqu'aux hameaux de l'Elzière, du Serre et du Mas Herm. Certaines parties sont creusées dans la roche, d'autres sont maçonnées. Il est long d'environ 1,4 km[3]. L'Association du Tourel s'occupe de son entretien.

### Personnalités liées à la commune
- Antoine Deparcieux (1703-1768), mathématicien ;
- Antoine Deparcieux (1753-1799), mathématicien, petit-neveu du précédent.

## Patrimoine environnemental

### Espaces protégés et gérés
- « Parc national des Cévennes, aire d'adhésion »[64].
- « Réserve de biosphère des Cévennes, zone de transition »[65].

### ZNIEFF

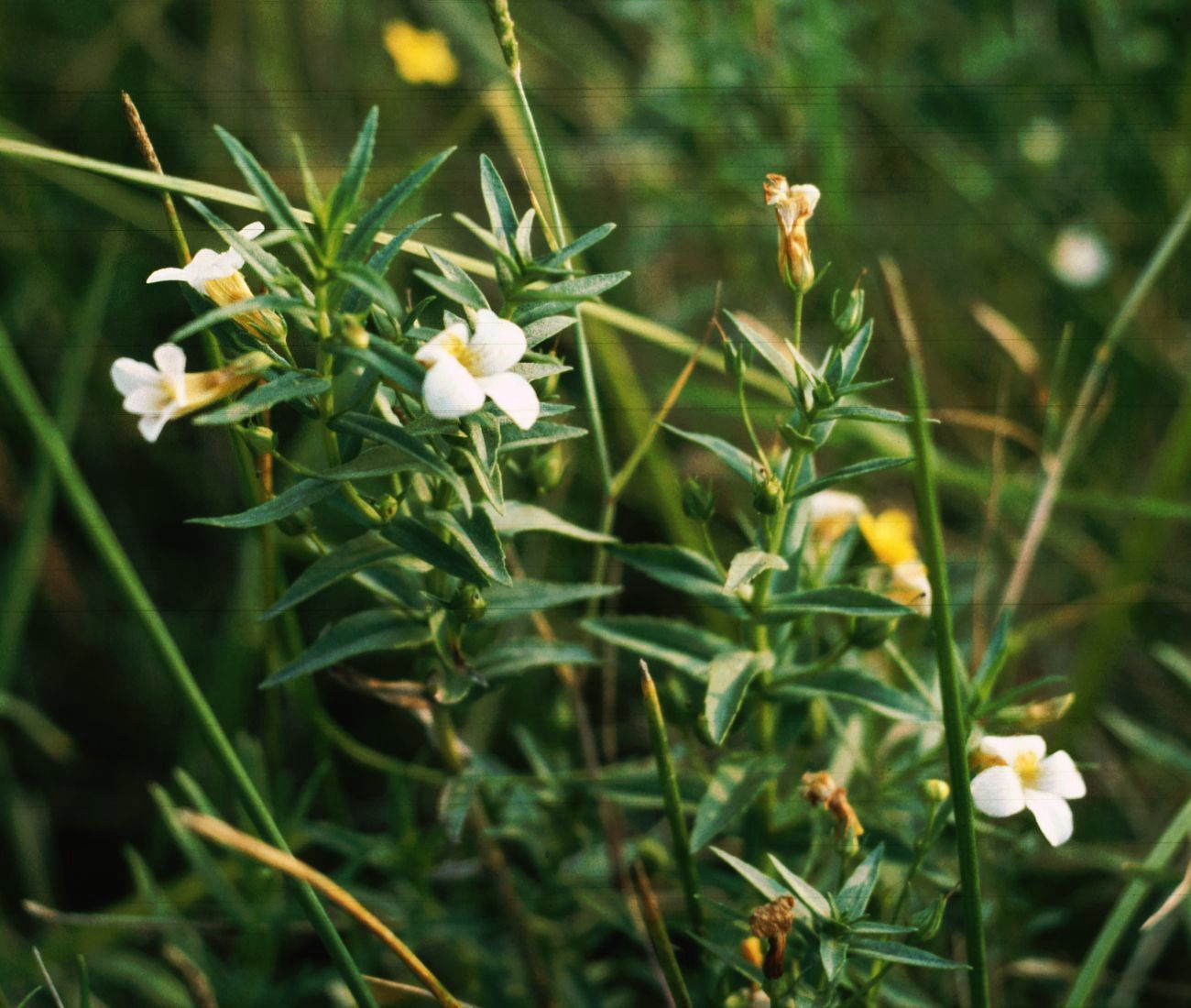
Gratiole officinale
(Gratiola officinalis)

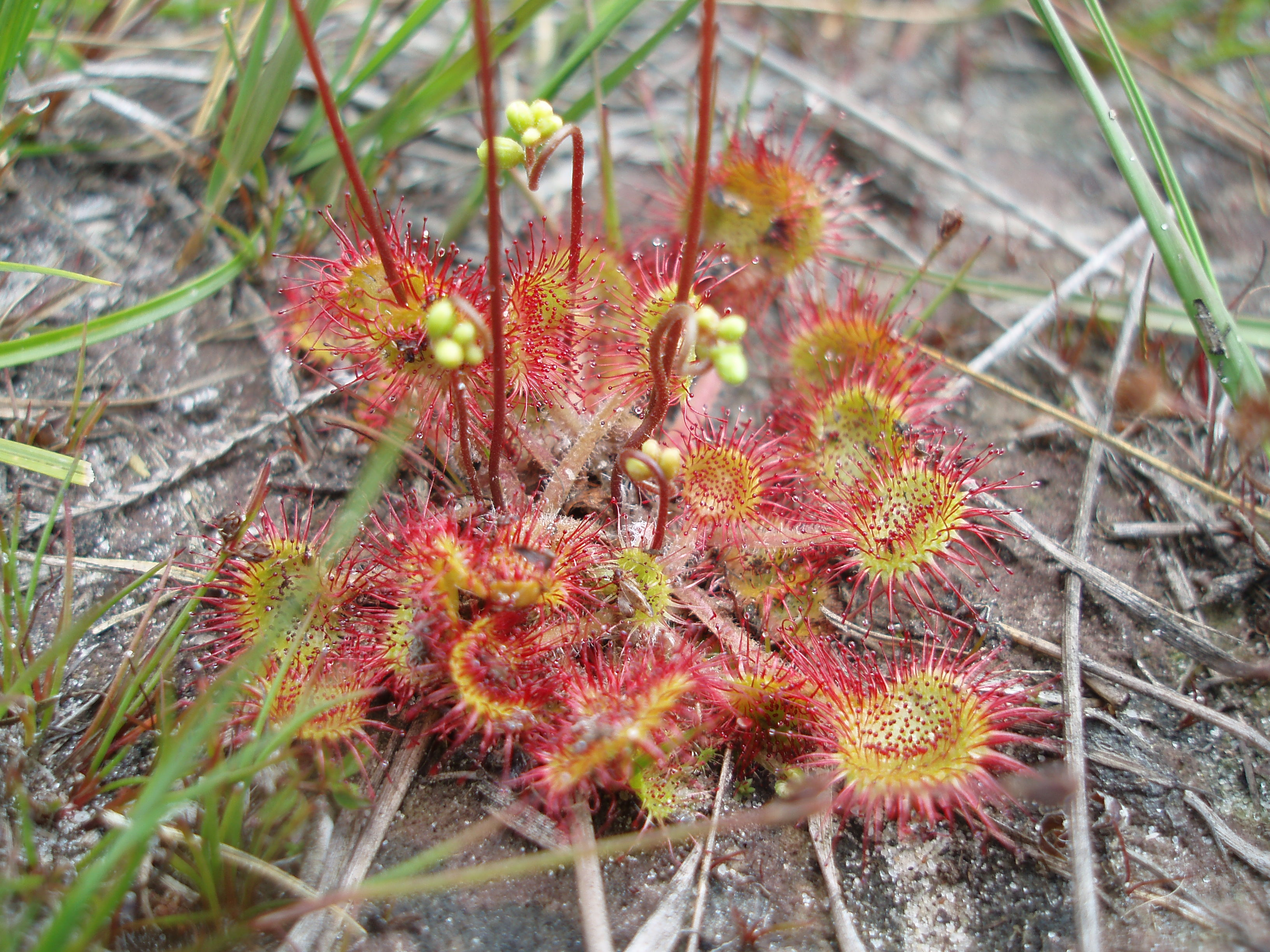
Drosera à feuilles rondes
(Drosera rotundifolia)

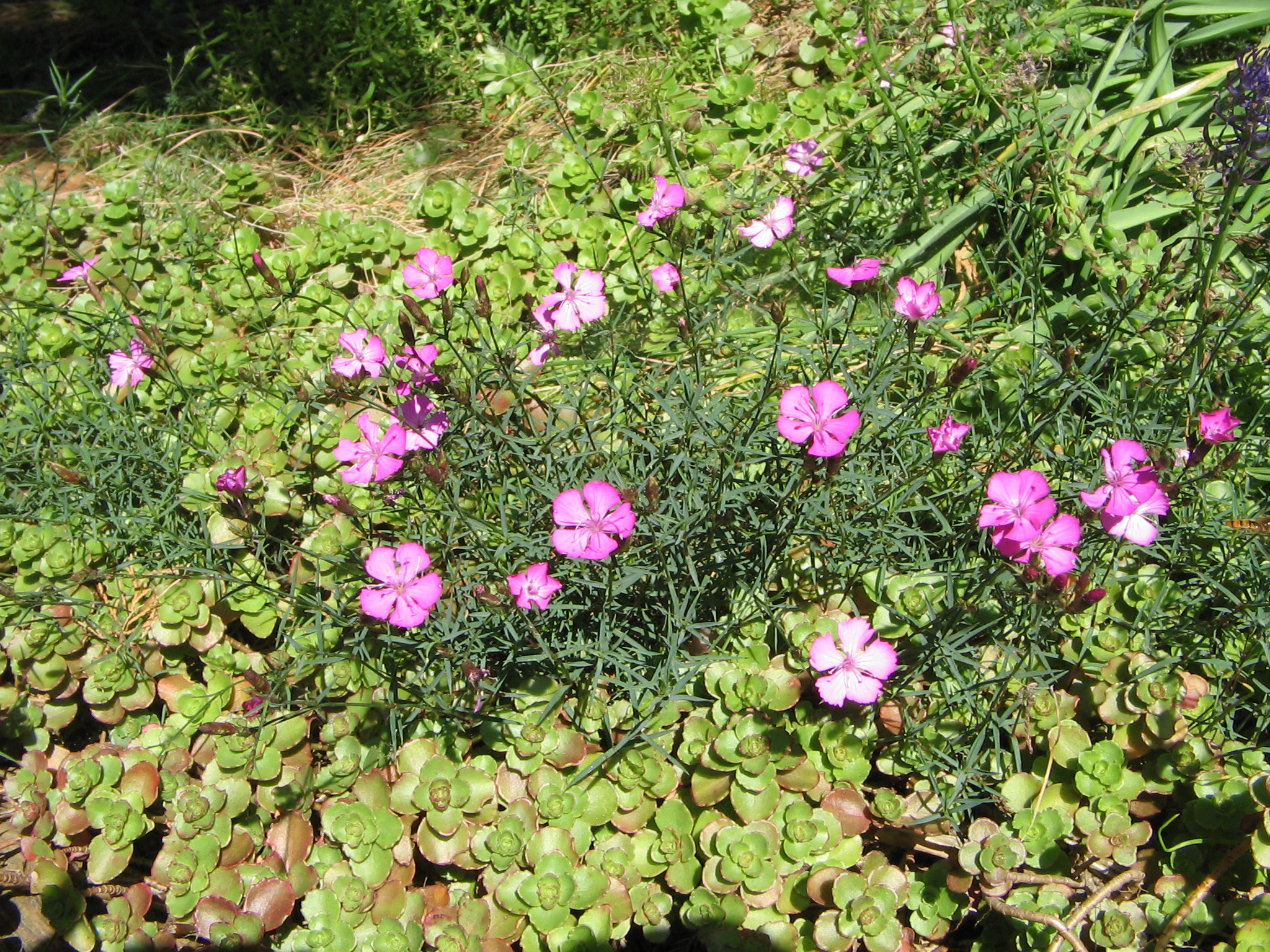
Œillet du granite
(Dianthus graniticus)

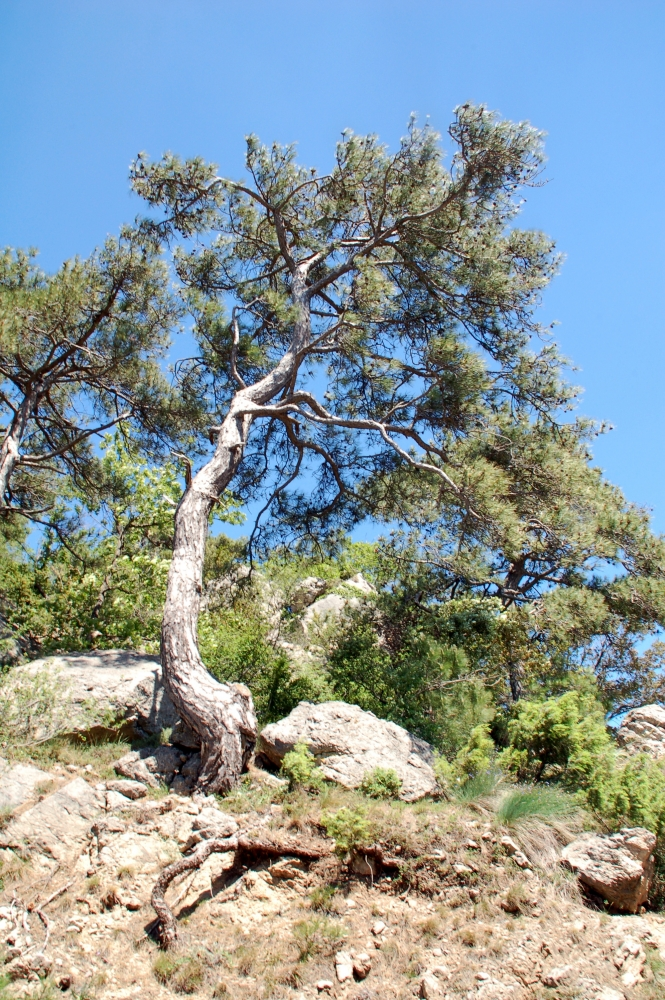
Pin de Salzmann

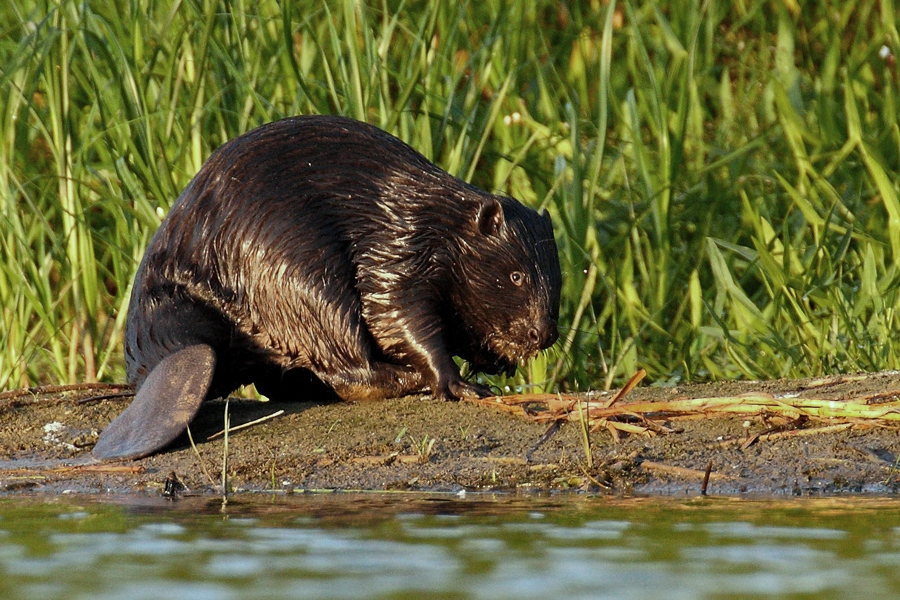
Castor commun
(Castor fiber)

Peyremale  est concerné par cinq zones naturelles d'intérêt écologique, faunistique et floristique (ZNIEFF) :
La ZNIEFF continentale de type 2 du « cours moyen de la Cèze », soit 647,91 ha, concerne 16 communes et est entièrement comprise dans le Parc national des Cévennes. L'habitat visé est fait de terrains en friche et terrains vagues. Cette ZNIEFF abrite deux  espèces végétales protégées sur l'ensemble du territoire français métropolitain : la gratiole officinale (Gratiola officinalis, une scrophulaire) et la spiranthe d'été (Spiranthes aestivalis, une orchidée  également protégée au titre de la directive Habitat).
La ZNIEFF continentale de type 2 des « gorges du Chassezac, de la Borne et de l'Altier »  couvre 5 808,5 hectares sur sept communes. L'habitat visé est là aussi fait de terrains en friche et terrains vagues.
En sus de la spiranthe d'été, quatre autres plantes résidentes de cette ZNIEFF sont inscrites sur la liste des espèces végétales protégées sur l'ensemble du territoire français métropolitain : le lycopode des tourbières ou lycopode inondé (Lycopodiella inundata) ; le drosera à feuilles rondes (Drosera rotundifolia, petite plante herbacée vivace et carnivore de la famille des Droseraceae et dépendante des tourbières) ; la laîche des tourbières (Carex limosa) ; et l'orchis à odeur de punaise (Anacamptis coriophora, une orchidée terrestre). L'œillet du granite (Dianthus graniticus, famille des Dianthus), autre espèce déterminante de cette ZNIEFF, est sur la « liste des espèces végétales sauvages pouvant faire l'objet d'une réglementation préfectorale permanente ou temporaire ».
Parmi les animaux résidents, le circaète Jean-le-Blanc (Circaetus gallicus) et le faucon pèlerin (Falco peregrinus), qui craint le dérangement dans ses zones de nidification, sont eux aussi des espèces protégées sur l'ensemble du territoire français métropolitain et, en sus, sont protégés au titre de la directive Oiseaux. L'écrevisse à pattes blanches (Austropotamobius pallipes) y est protégée au titre de la directive Habitat et de la "Protection des écrevisses autochtones sur le territoire français métropolitain".
La ZNIEFF continentale de type 1 « vallée du Luech à Chambon » concerne 884 ha sur Chambon, Chamborigaud et Peyremale. L'habitat très diversifié y est fait de zones humides, cultures, forêts et zones rocheuses. L'habitat déterminant de la ZNIEFF désigne des terrains en friche et terrains vagues.
Les espèces déterminantes de cette ZNIEFF sont le faucon pèlerin. S'y trouve également et la fougère mâle d'Ardèche (Dryopteris ardechensis).
La ZNIEFF continentale de type 1 des « vallées amont de la Cèze et de la Ganière » comprend 10 752,18 hectares sur 11 communes. Son habitat déterminant est fait de terrains en friche et terrains vagues. Cette ZNIEFF vise six espèces végétales protégées sur l'ensemble du territoire français métropolitain :
l'orchis à odeur de punaise, la gratiole officinale, la spiranthe d'été, le ciste de Pouzolz (Cistus pouzolzii), le botrychium à feuilles de matricaire (Botrychium matricariifolium, une petite fougère vivace), et l'ophioglosse des Açores (Ophioglossum azoricum, une fougère). L'œillet du granite (Dianthus graniticus), autre espèce visée, est sur la « liste des espèces végétales sauvages pouvant faire l'objet d'une réglementation préfectorale permanente ou temporaire ».
Deux espèces animales sont de même visées par cette ZNIEFF : l'écrevisse à pattes blanches (Austropotamobius pallipes) et le faucon pèlerin (Falco peregrinus).
La ZNIEFF continentale de type 2 du « bois de Bordezac et de Bessèges » inclut 1 796 ha répartis sur les quatre communes de Bessèges, Bordezac, Gagnières et Peyremale. L'habitat déterminant de cette zone est la forêt de pins de Salzmann des Causses, pour laquelle la ZNIEFF du « Bois de Bordezac et de Bessèges prolonge les 745 hectares du site d'intérêt communautaire (SIC) voisin de la « Forêt de pins de Salzmann de Bessèges » sur les communes de Bordezac et Gagnières.

### Site d'intérêt communautaire(directive Habitat)
La haute vallée de la Cèze, dont Peyremale, est depuis 2013 entièrement incluse dans les 13 080 ha de la zone spéciale de conservation (ZSP) Natura 2000 des « Hautes vallées de la Cèze et du Luech » au titre de la Directive Habitats, au sein de la Réserve de biosphère des Cévennes. Cette ZSC s'étend pour 80 % dans le Gard et pour 20 % en Lozère, avec seulement environ 370 ha sur la commune de Malbosc en Ardèche,.
Le couvert végétal est composé de 40 % de forêts de résineux, 20 % de forêts sempervirentes non résineuses, 20 % de landes, broussailles, recrus, maquis, garrigues et phrygana, 10 % de forêts caducifoliées, 5 % de rochers intérieurs et éboulis rocheux, 2 % de prairies semi-naturelles humides ou mésophiles améliorées et 2 % de pelouses sèches. Une partie de ces habitats, notamment les prairies de fauche et les châtaigneraies, sont dépendantes de la maintenance des activités humaines traditionnelles ; celles-ci cessant peu à peu, ces milieux sont sujets à la fermeture du milieu pour les prairies de fauche, et au développement des maladies et la destructuration pour les châtaigneraies.

Cinq espèces sédentaires résidentes sont inscrites à l’annexe II de la directive Habitats : le castor commun (Castor fiber), la loutre (Lutra lutra), le blageon (Telestes souffia), l'écrevisse à pattes blanches et le barbeau méridional (Barbus meridionalis). Le castor commun et la loutre y présentent des populations non isolées mais en marge de leur aire de répartition ; pour la loutre, ce site est le seul présent en versant méditerranéen et donc d'une importance capitale pour la colonisation des rivières méditerranéennes.

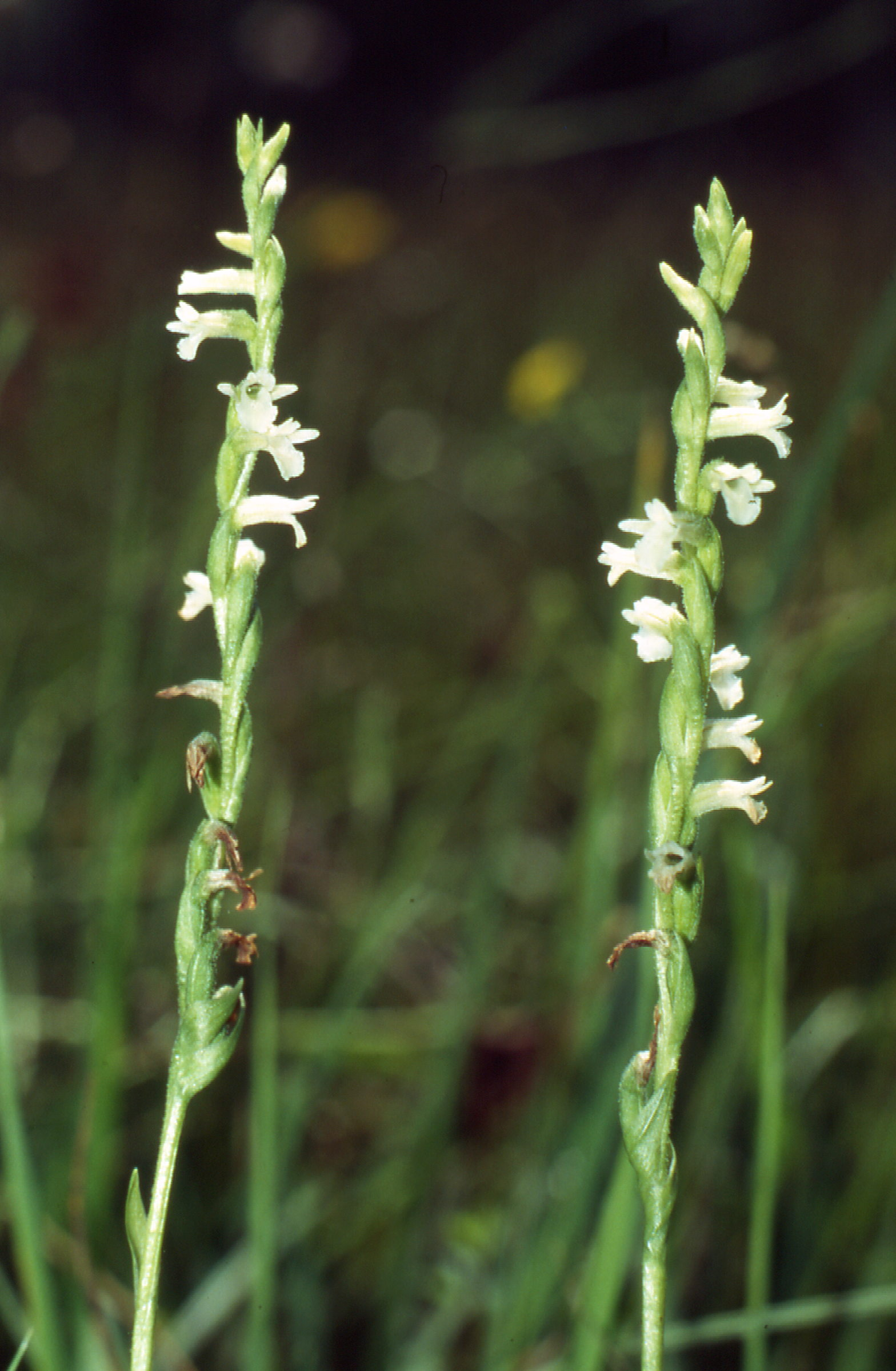
Spiranthe d'été (Spiranthes aestivalis)
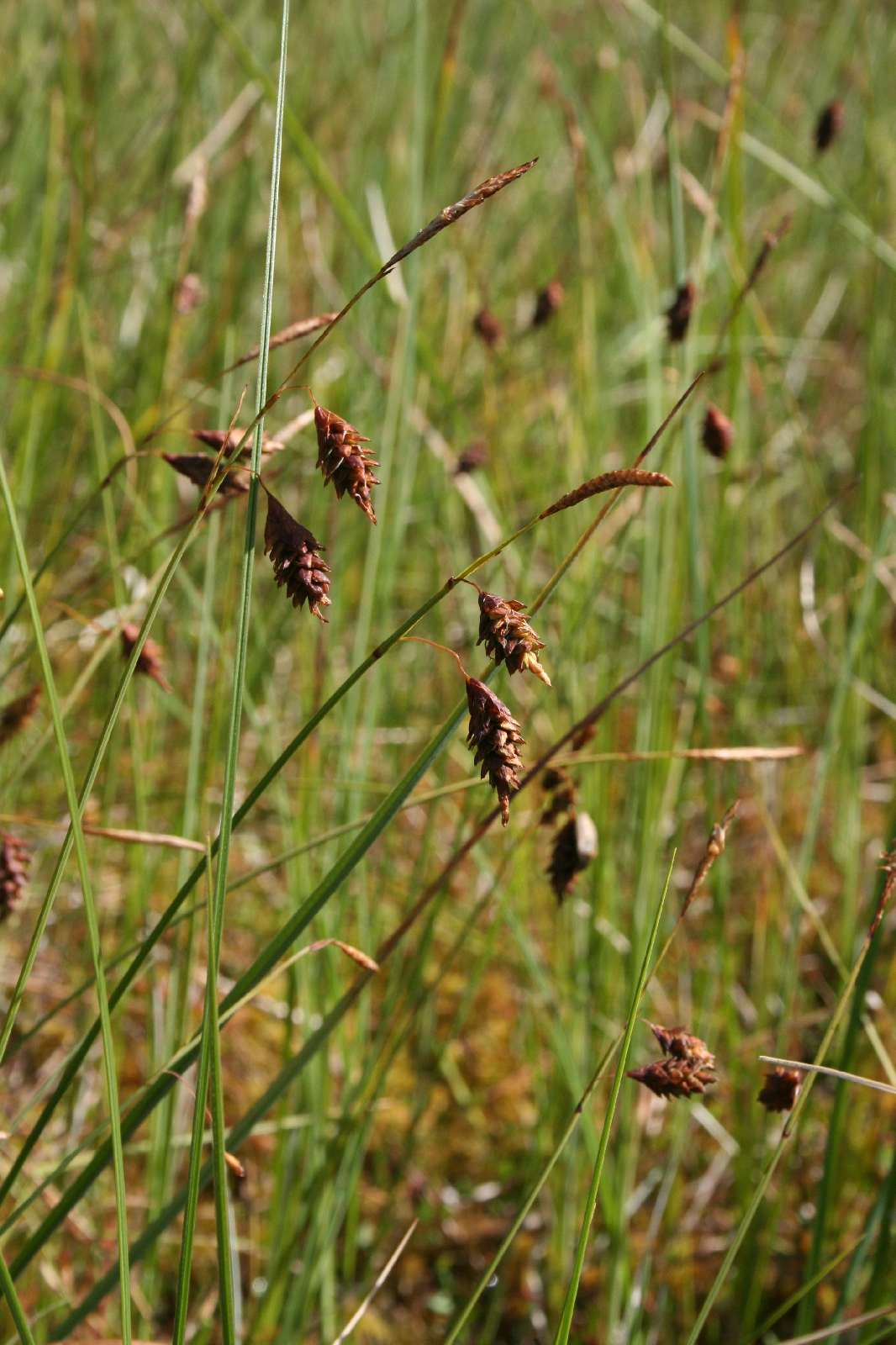
Laîche des tourbières (Carex limosa)
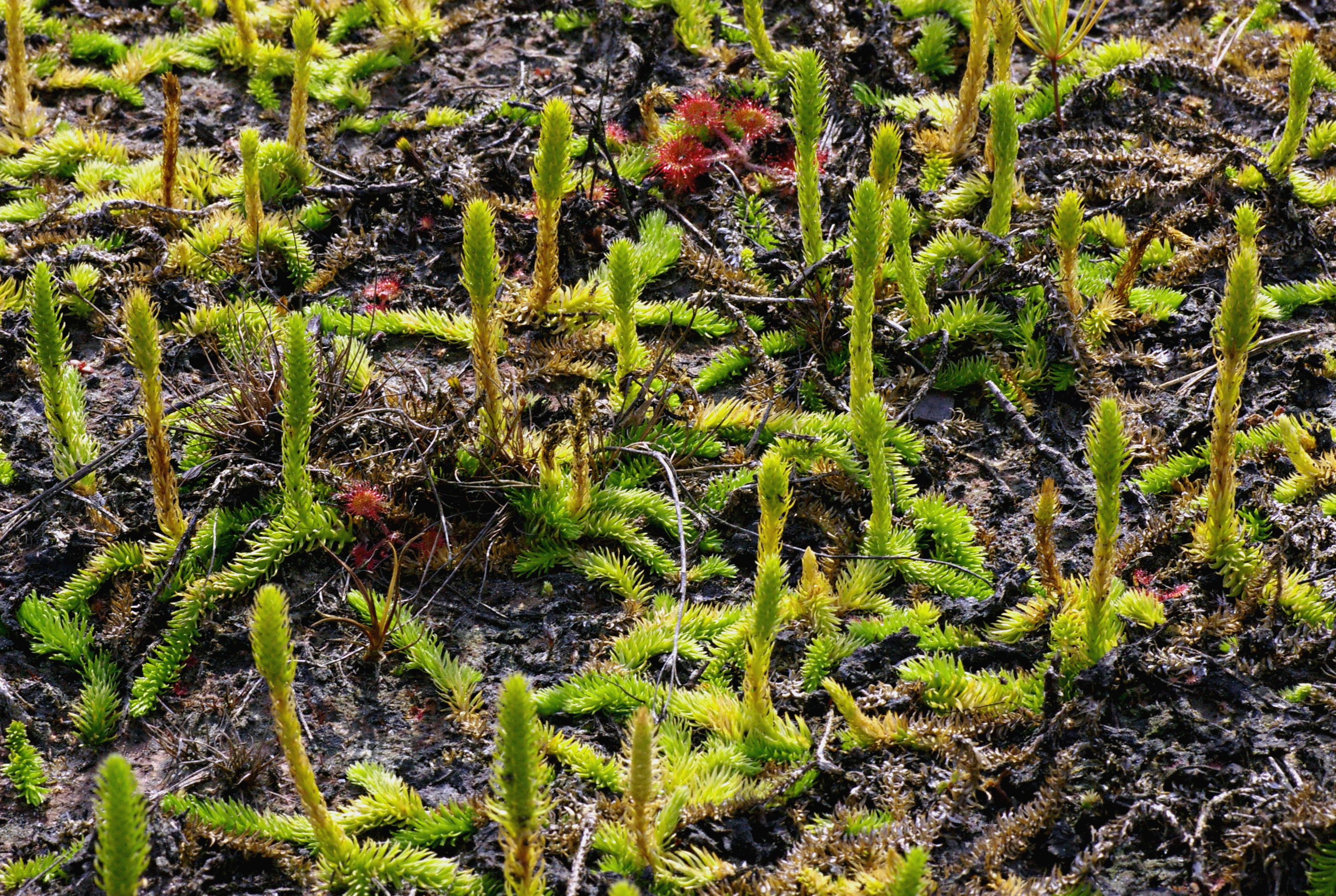
Lycopodes inondés et droseras à feuilles rondes
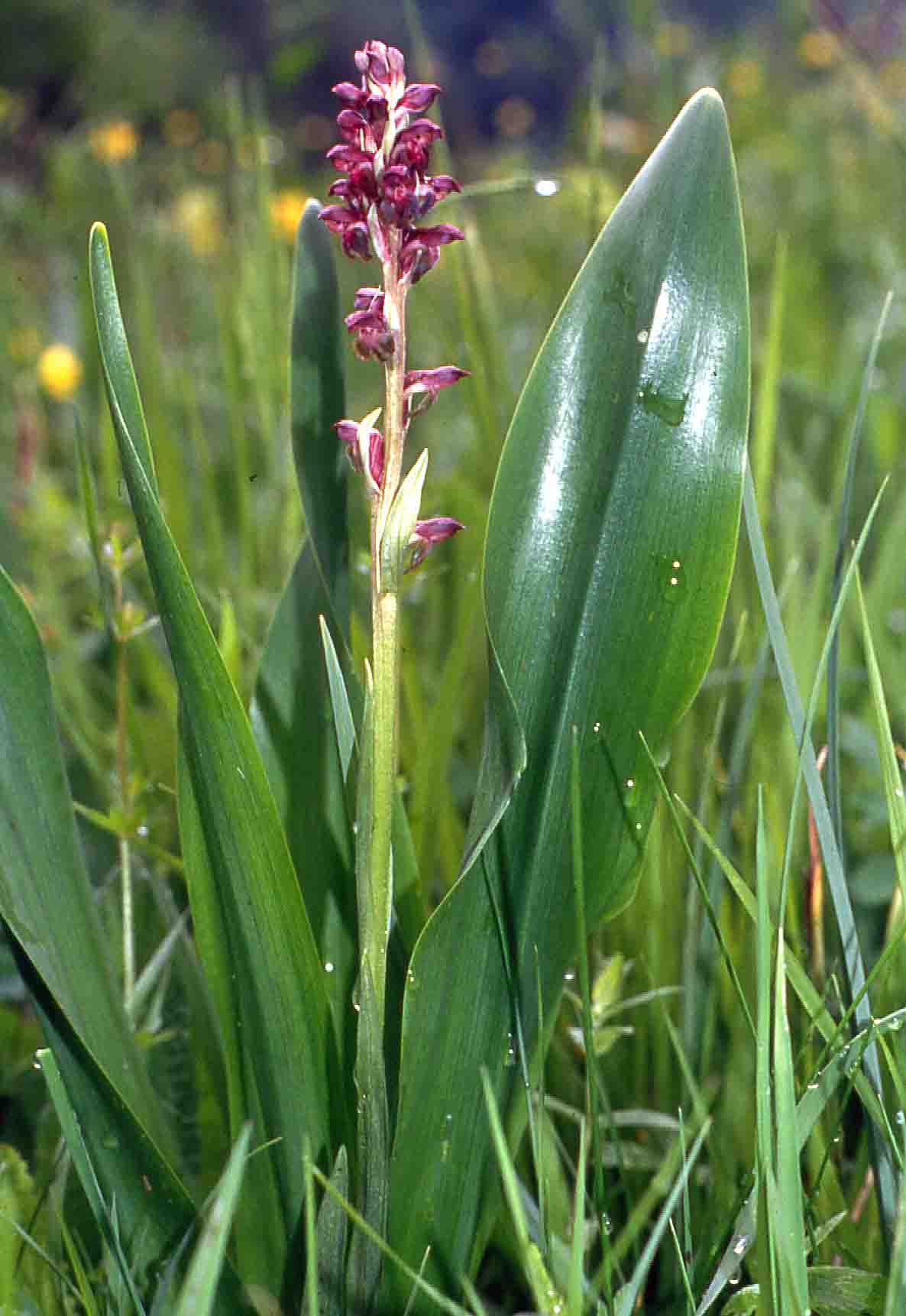
Orchis à odeur de punaise (Anacamptis coriophora)
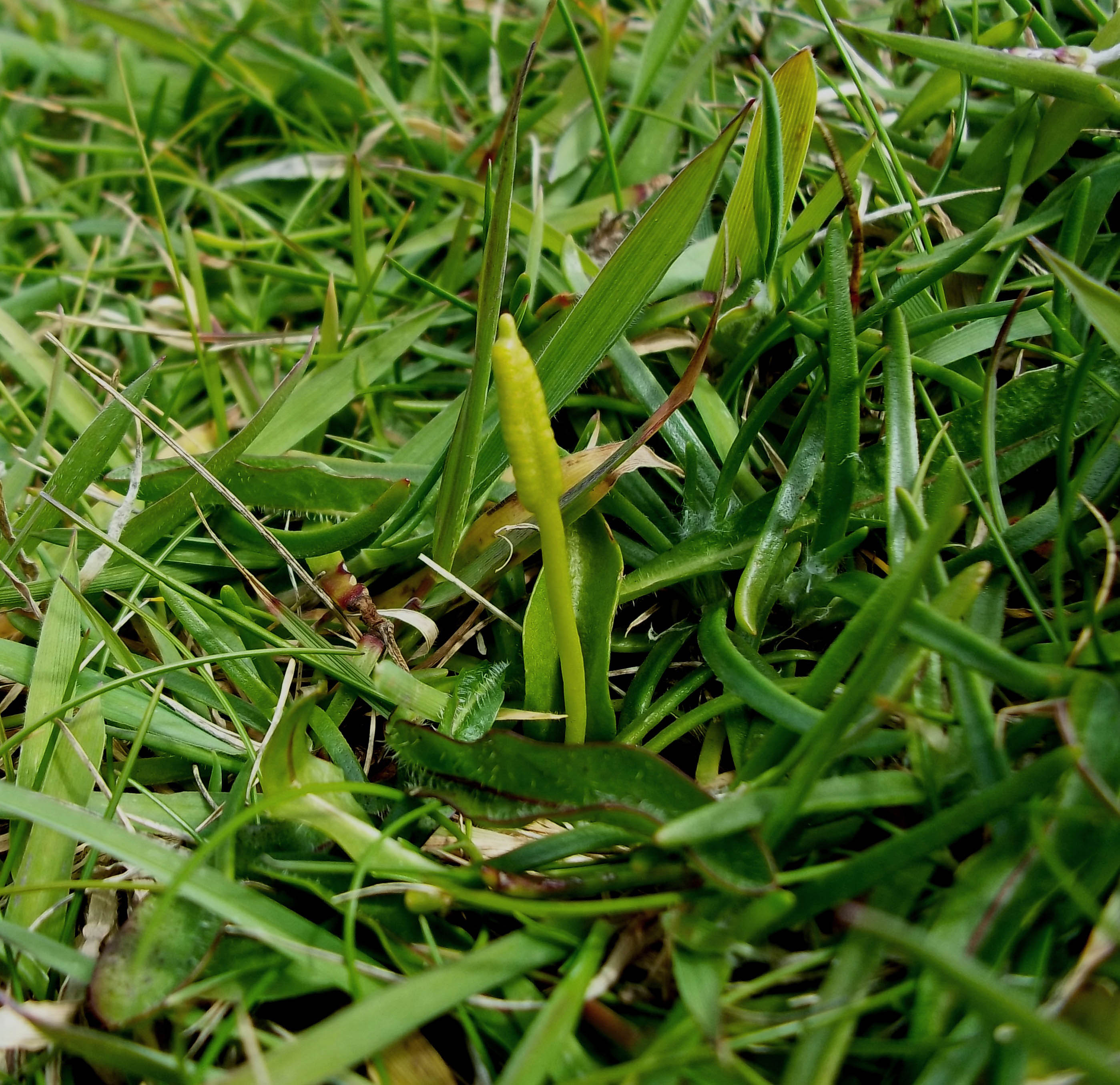
Ophioglosse des Açores (Ophioglossum azoricum)
Faucon pèlerin en vol (Falco peregrinus)
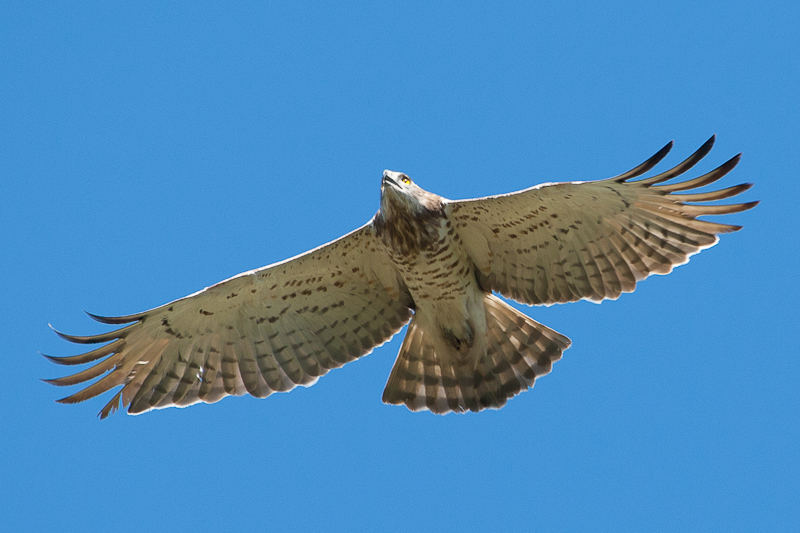
Circaète Jean-le-Blanc Circaetus gallicus)
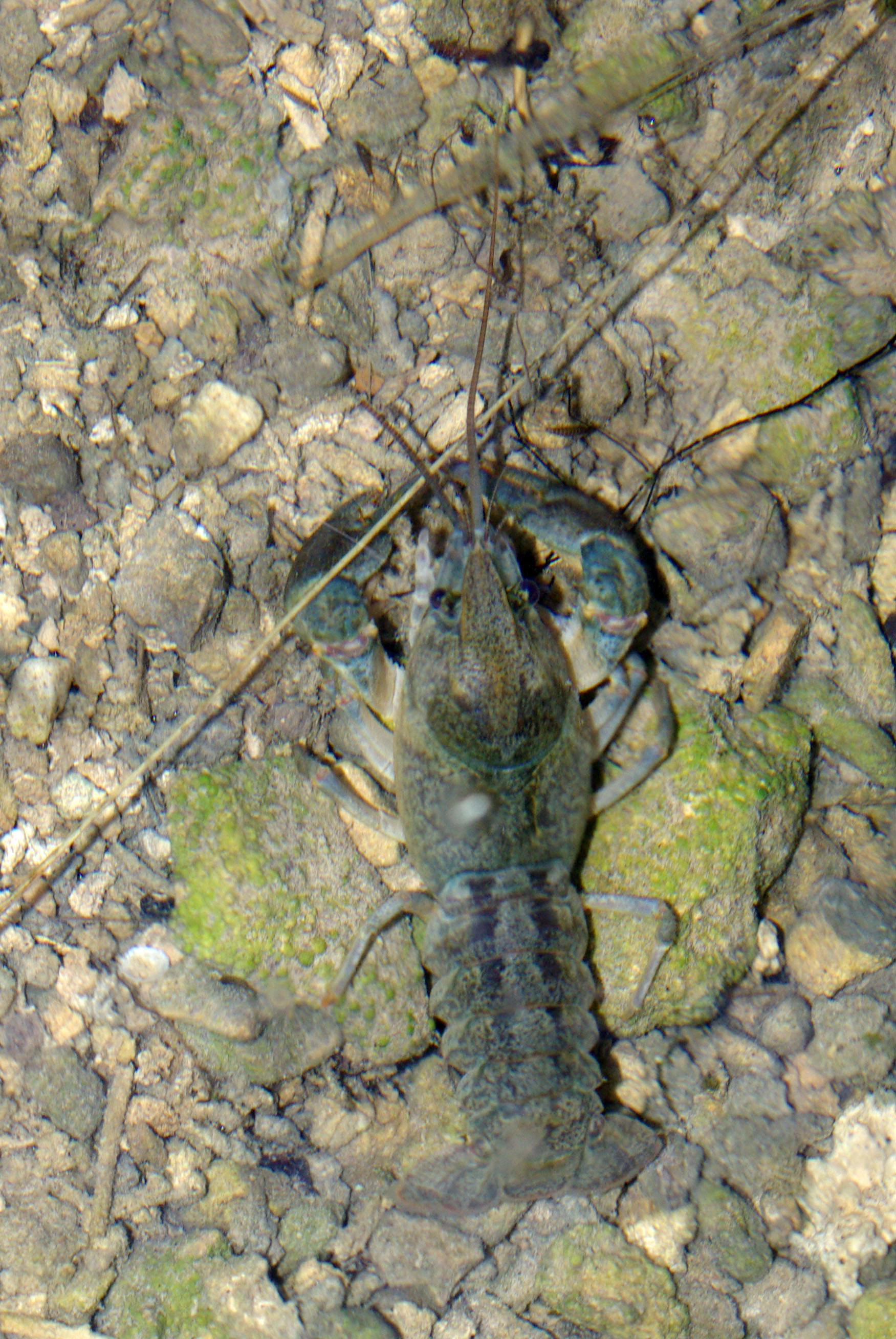
Écrevisse à pattes blanches (Austropotamobius pallipes)
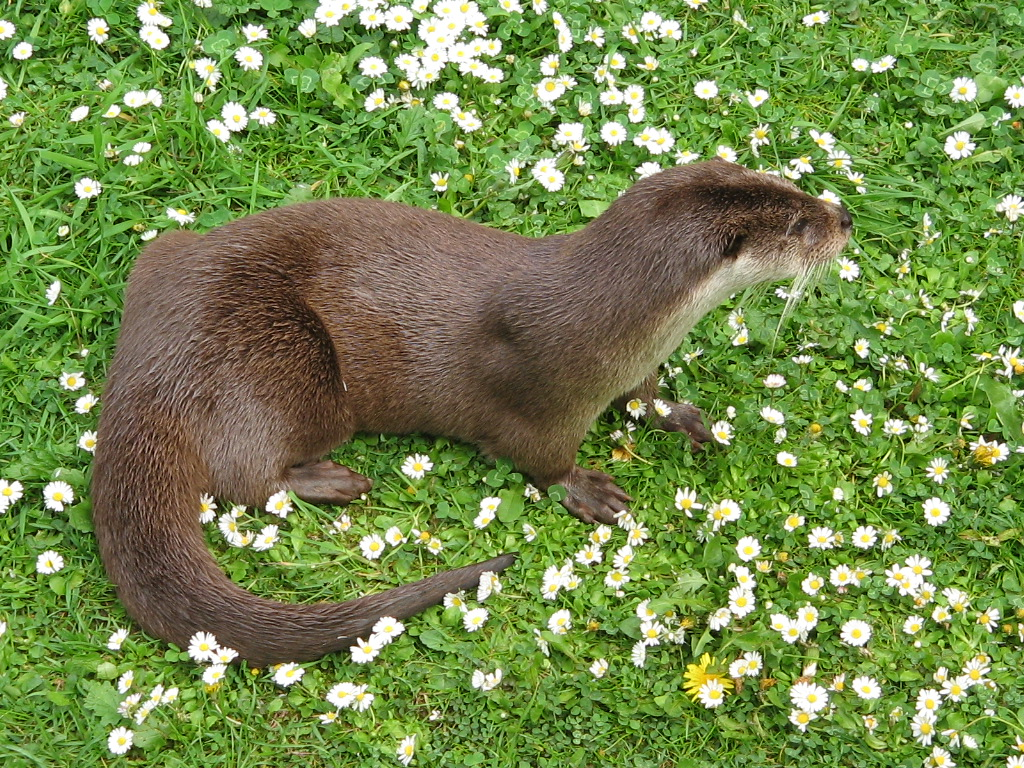
Loutre commune (Lutra lutra)